# Сосновка (Бековский район)
Сосно́вка — село, административный центр Сосновского сельсовета Бековского района Пензенской области.
В 1998 году — 10 крестьянских (фермерских) хозяйств. На 1 января 2004 года — 580 хозяйств, 1380 жителей. На 2011 год — 1296 жителей. Свыше 700 домовладений, многие из которых заброшены. Имеются: железнодорожный вокзал станции Вертуновская (ул. Почтовая), почтовое отделение (ул. Почтовая, 88), телеграф, телефон, фельдшерско-акушерский пункт, железнодорожная амбулатория, средняя общеобразовательная школа (МОУ СОШ с. Сосновка, ул. Комсомольская, 1), 132 учащихся на 2015 год, библиотека, 5 магазинов, железнодорожный клуб, филиал ПАО «Сбербанк России», памятник воинам-землякам, погибшим в годы Великой Отечественной войны. Село имеет сетевую газификацию и централизованное водоснабжение.
Железнодорожная станция Вертуновская линии Тамбов — Ртищево Юго-Восточной железной дороги. Также имеется железнодорожное сообщение с Беково по железнодорожной ветви Вертуновская — Беково (Бековская ветвь).
По территории Сосновского сельсовета проходит трасса регионального значения «Беково — Сосновка — Варварино» с асфальтовым покрытием. К селу Сосновка проложена автодорога с асфальтовым покрытием длиной 600 м.
В селе расположена администрация Сосновского сельсовета по адресу: ул. Центральная усадьба, 6, с. Сосновка, Бековский район, Пензенская область, Россия, 442950.

## География и климат
Село находится в юго-западной части Бековского района Пензенской области, в 700 км к юго-востоку от Москвы, в 195 км к юго-западу от Пензы и в 13 км к юго-западу от Беково по железнодорожной ветви Вертуновская — Беково.
Село расположено в западной части Приволжской возвышенности и входит в зону лесостепи, в первый агроклиматический район области, который характеризуется достаточным увлажнением с гидротермическим коэффициентом 1.0 — 1.1. Естественный растительный покров: леса, луговые стоки, кустарники, растительность болот.
Климат умеренно-континентальный со средней температурой июня +20°С, января -12°С.
Село расположено в бассейне реки Хопёр. Расстояние до Хопра — 2 км. С востока от села с севера на юг протекает река Миткирей, через село с запада на восток — река Сосно́вочка, обе реки — притоки Хопра. С востока рядом с Миткиреем - заболоченная покрытая лесом полоса, далее — поля. На юге — поля, затем леса в вблизи Хопра. На западе — поля и одиночный лес, протянувшийся полосой севернее реки Сосновочки, на северо-западе менее чем в 200 м на возвышении («на горе») расположен заброшенный песчаный карьер и овраги, в ближнем овраге — заболоченный пруд. Ещё один пруд — на севере села в конце глубокого оврага. На севере расположены поля и железнодорожный переезд. На северо-западе рядом с селом на возвышении («на горе») находится Сосновское кладбище. Напротив ж/д станции Вертуновская на реке Миткирей имеется порог. По местной легенде здесь обитают русалки, способные утащить купающегося человека на дно. Легенда связана с тем, что в бурной воде около порога тонули люди. На реках Миткирей и Сосновочка обитают бобры и находятся бобровые плотины.

## История
В 1,5 км к западу от села находится курган эпохи бронзы высотой 2,5 метра, задернованный, в 3 км к юго-западу от села — могильник из 3-х курганов эпохи бронзы, распаханы.
По местной легенде, название происходит от большого озера, окруженного соснами. Определенно можно сказать только, что в данной местности произрастает сосна.

### XVIII век
В начале XVIII века (до 1721 года) на месте современного села были основаны три населённых пункта:
1) село Рождественское, Сосновка тож, основано помещиком полковником, князем Федором Григорьевичем Тюфякиным;
2) сельцо Рождественское, Миткирей тож, основано помещиком премьер-майором 1-го Московского полка Петром Григорьевичем Племянниковым;
3) сельцо Рождественское, Сосновка и Миткирей тож, основано Московским Благовещенским собором.
Крестьяне из Нижнеломовского, Пензенского, Шацкого, Московского, Саранского, Ярославского, Симбирского уездов.
В 1747 году показана как те же три населенных пункта Завального стана Пензенского уезда:
1) село Рождественское, Сосновка тож, полковника, князя Федора Григорьевича Тюфякина (84 ревизских души);
2) сельцо Рождественское, Миткирей тож, премьер-майора 1-го Московского полка Петра Григорьевича Племянникова (88);
3) сельцо Рождественское, Сосновка и Миткирей тож, Московского Благовещенского собора (288), всего 460 ревизских душ.
С 1780 года в Сердобском уезде Саратовской губернии. Считалось богатым торговым селом.
На карте Генерального межевания 1790 года:
1) «с. Рождественское, Власовка тож» (ошибка картографа; правильно: «Сосновка тож»);
2) отдельно от него — «с. Троицкое, Сосновка тож» (пространство между Рождественским и Троицким повреждено).
В 1795 году село Троицкое, Сосновка тож, состояло из трёх частей:
1) владение экономических крестьян, 181 двор, 758 ревизских душ;
2) владение поручика Ивана, гвардии прапорщика Никонора Андреевичей князь Девлеткилдеевых, 42 двора, 152 ревизских души;
3) владение князя Сергея Федоровича Голицына, 17 дворов, 89 ревизских душ.

### XIX — начало XX веков
В 1811 году часть села занимали государственные крестьяне (677 ревизских душ), другую часть — крепостные крестьяне генерал-майора Сергея Федоровича Голицына (89 ревизских душ на 586 десятинах угодий) и князей Ивана и Никонора Андреевичей Девлеткильдеевых (152 души на 1219 дес. угодий). До коллективизации крестьянская община делилась на три общества:
1-я — крестьяне бывшей помещика Прозоровского-Голицына,
2-я — Девлеткильдеева и Арцыбашева,
3-я — бывших государственных крестьян.

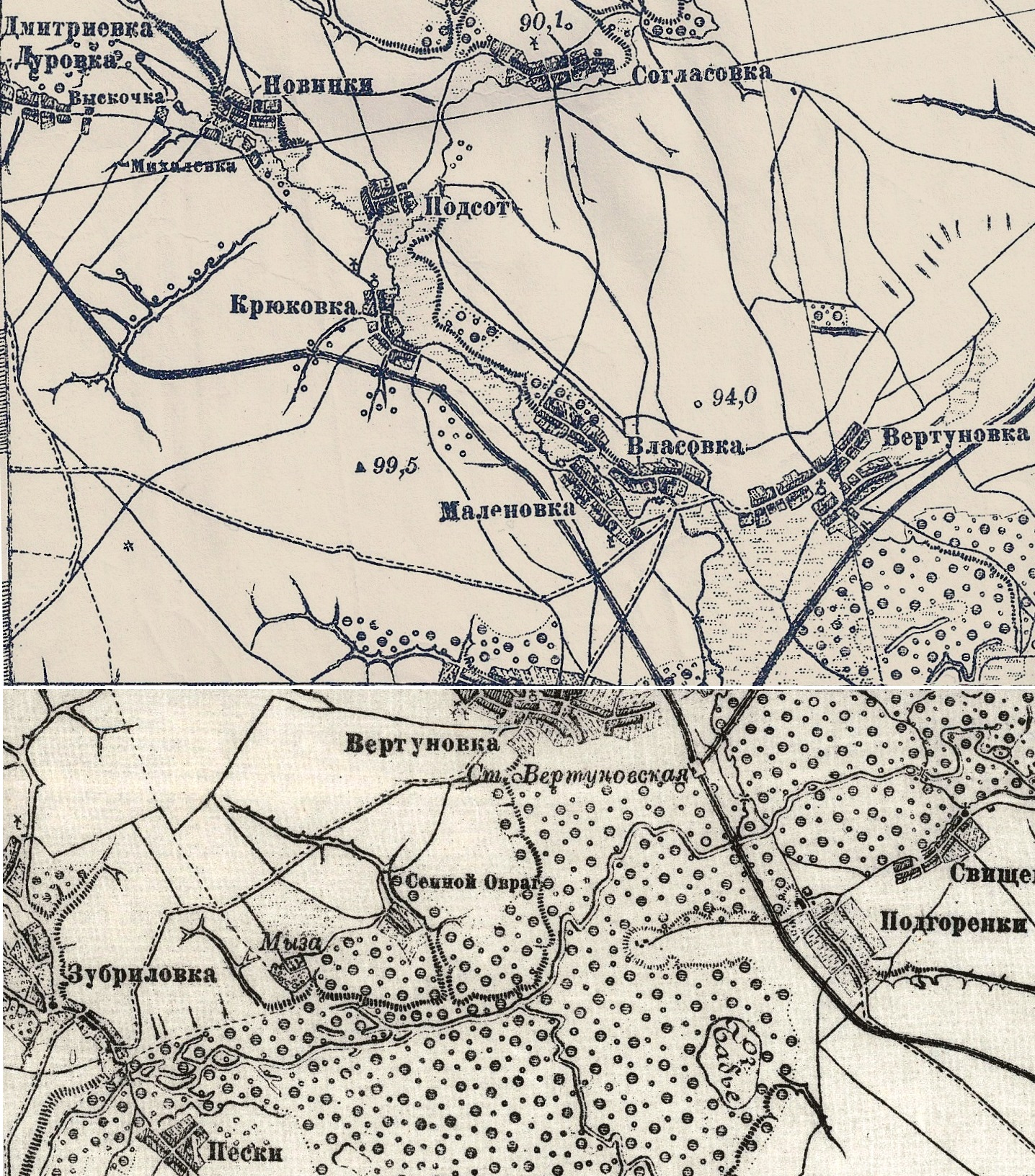
Сосновка (на карте обозначена как Вертуновка, в центре) Сердобского уезда, 1846—1863 годы. Отсутствуют улицы в северной части села, появившиеся позднее: Революционная (Берёзовка), Садовая (Латышовка), Советская.

Перед отменой крепостного права часть села Троицкого показана за князем Н. Н. Девлет-Кильдеевым, 105 ревизских душ крестьян, 8 ревизских душ дворовых людей, 31 ½ тягла (барщина), у крестьян 23 двора на 12,6 дес. усадебной земли, 255,8 дес. пашни, 29 дес. сенокоса, у помещика 304 дес. удобной земли, в том числе 152,4 дес. леса и кустарника. После отмены крепостного права (в 1861 году) бывшие помещичьи крестьяне выкупили землю в собственность. В 1859 имелись ярмарка, базар. На Пасху, по традиции, салютовали из пушки.
В 1877 — волостной центр Сердобского уезда (в селе располагалось волостное управление). Имелись 376 дворов, церковь, 5 лавок, базар по пятницам.
К концу XIX века появились новые улицы. Около 1872 года появилась улица Латышовка (ныне Садовая). По рассказам старожилов название происходит от некого латыша, поселившегося здесь. Улица Хопёрная называлась Нахаловка, якобы от человека, самовольно («нахально») поселившегося у леса. Позже была переименована в Хопёрную, так как была близко расположена к Хопру.
В 1911 году — волостной центр Сердобского уезда. Имелись 642 двора, церковь, церковно-приходская школа (см. ниже), земское двухклассное училище (находилась в центре села, в 1916 здесь 122 ученика и 3 учителя), почтово-телеграфная контора, базар. В селе работали МТС, мельница, кирпичный завод.

### Храм
В 1880 году был построен деревянный храм Троицы Живоначальной. Храм находился в центре села на возвышенности рядом с кладбищем и был видим издалека. Для строительства храма использовался сосновый брус. Рядом с церковью стоял дом священника и дьяка. В 1903 году храм сгорел. Причина пожара неизвестна. По данным на 1912 год в селе имелся молитвенный дом, построенный в 1903 году, однопрестольный — во имя Живоначальной Троицы. В штате причта были священник, диакон и псаломщик. Имелись церковно-приходская и земская школы. Храм был вновь построен на страховую премию в 1915 года и освящён 27 июня. Вероятно, был уничтожен в период советской власти. В недавние годы в селе был открыт Покровский молитвенный дом (см. ниже).

### Советский период
После Революции бывшие крепостные работали в колхозах, на кирпичном заводе, на железной дороге. Многие работали во Ртищево. В 1921 году село охватил большой пожар, сгорела улица Большая. К тому времени дома начинали строиться по улице Латышовке, Березовке, Нахаловке, Большой и Советской. Работала сельская амбулатория и аптека. Позже была открыта амбулатория и при станции Вертуновской. Около 1930-32 годов при железнодорожной амбулатории открыт родильный дом. В селе также работали почта, базар, мельница, заготовление зерна, овощехранилище, вино-водочный магазин, а ещё с 1903 года — железнодорожный буфет и железнодорожный клуб (народный дом).

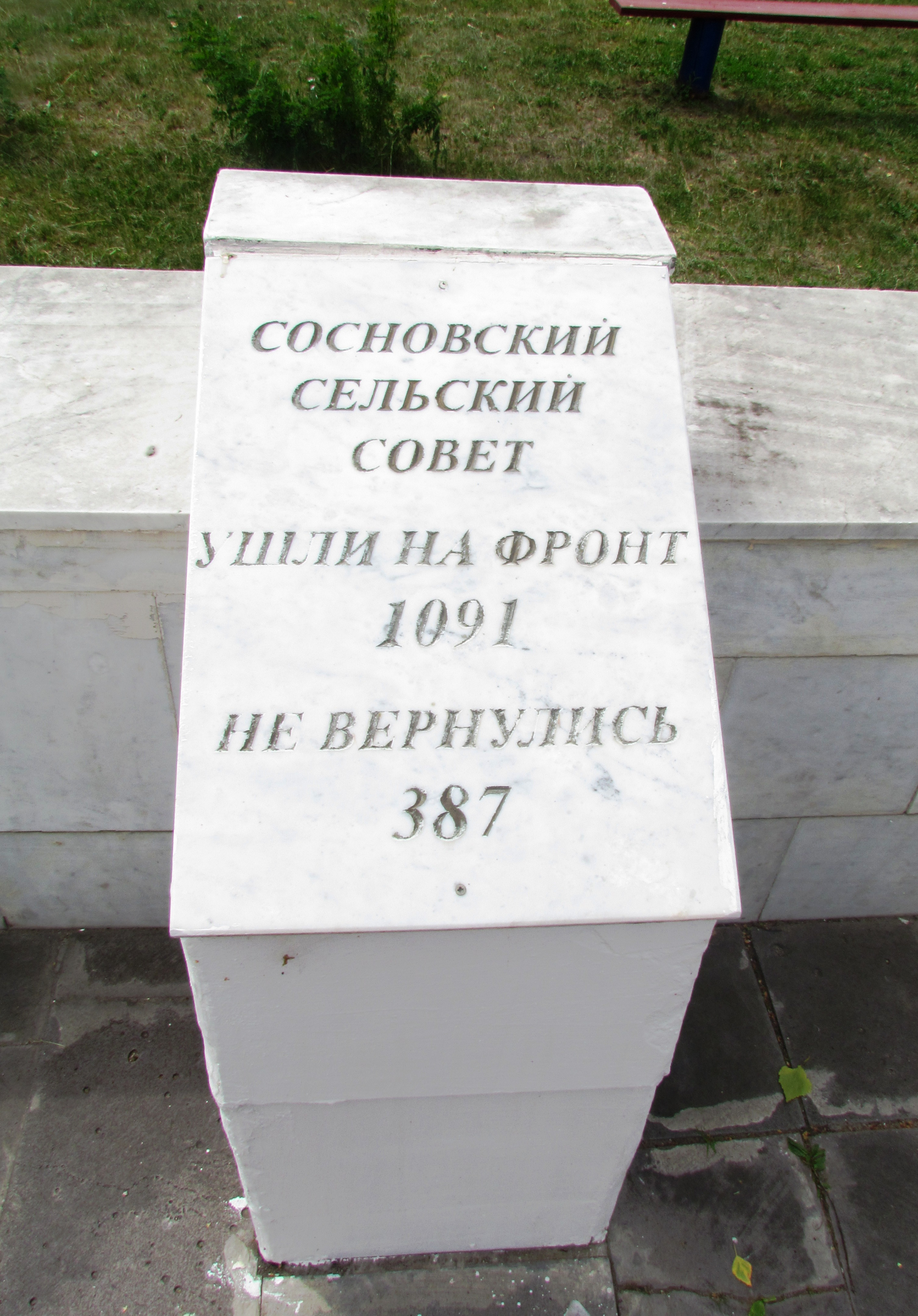
Памятный знак с указанием числа ушедших на фронт Великой Отечественной войны и числа не вернувшихся. Мемориальный комплекс в пгт Беково

В годы Великой Отечественной войны из населенных пунктов, входивших в Сосновский сельсовет было призвано в армию примерно 1091 человек. Не вернулись более 400 человек. На фронт уходили все, кто мог держать винтовку, как по повестке, так и добровольно. Немцы бомбили Лиски, Балашов, окраины Ртищева и Саратова. На военной площадке железной дороги разгружали раненых бойцов, перевозили в военные госпитали в Беково, в посёлок Сахарный завод, в Зубрилово (в бывшем имении князя Прозоровского-Голицына).
В 1967 году был построен дом культуры, в домах вблизи станции проведен водопровод, построены контора, столовая. В 1968 году был установлен памятник погибшим воинам-односельчанам. В 1974 году открыт сельский дворец культуры. В селе Сосновка была рыболовная артель. Рыба из Хопра поставлялась на прилавки государственных магазинов, открытых в селе.
В селе сразу после Революции открылась новая начальная школа, которая разместилась в доме священника и дьяка, рядом находилась пожарная каланча. В советский период в селе было 3 начальных школы: 1) по улице Барской (в бывшем доме любовницы помещика Тюфякина), 2) в центре села — бывшая земская школа, 3) в Залинии, по ул. Почтовой, — железнодорожная школа. В 1930 году открыта начальная/средняя школа — школа крестьянской молодёжи (7 классов). Под новую школу было отдано два здания, принадлежавшие помещику Смирнову в Залинии, позже было построено третье здание. Школа пополнялась детьми со всех окрестных начальных школ — Крюковки, Власовки, Малёновки, Подсота, Сенного Оврага, и 1-го и 2-го отделений. Учеников было много. Для получения среднего образования учащиеся ходили в школу посёлка Сахзавод. Завод вошёл в строй уже в 1953 году, средняя школа при посёлке работала с 1955 года. В послевоенные годы в связи с нехваткой рабочих рук и призывом женщин к восстановлению разрушенного хозяйства в селе созданы ясли и детские сады. Ясли были открыты в 1948 году при сельском совете. Размещались в частном доме по улице Большой (ныне дом № 42). К 1956 году было построено здание за школой. В 1967 году были открыты ясли-сад при совхозе «Сосновский». Позже около 70-х годов были открыты ясли-сад № 120 при станции Вертуновской в здании бывшей железнодорожной школы № 86.

### Совхоз «Сосновский»
В 1923 году часть жителей была выселена на хутор, угол леса, где находился спиртзавод Смирнова. Хутор стал называться Красным. Поскольку вокруг находилось много пустующей земли, была организована сельхозартель по совместной обработке земли «Красный Хутор». Организатором был 25-тысячник Лизунков Николай Васильевич. В 1929 году артели был дан первый трактор «Фордзон». В 1930 году был организован крупный колхоз имени Калинина, в который входили Сенной Овраг и Сосновка, председатель — 25-тысячник Калинкин И. Д. С 1955 года село Сосновка — центральная усадьба колхоза имени Калинина. Позже был организован колхоз имени Ворошилова и колхоз «Победа». В него входили деревни: Маленовка, Подсот, Власовка, Согласовка, Крюковка. Колхозы просуществовали до 1959 года. Колхозы имели фермы, одна из которых находилась между улицами Большая и Кузнечная, рядом располагался молочный пункт.
В феврале 1960 года колхозы объединяются в совхоз «Сосновский». В 1967 году началось строительство механизированного тока и складов на Центральной усадьбе. С 1972 года село Сосновка — центральная усадьба совхоза. Совхоз специализировался на производстве зерна, мяса, молока, сахарной свеклы. В совхозе работали сепараторный пункт, пилорама, кузнечный цех, мастерская по ремонту сельхозтехники.

### Железная дорога
В 1871 года была проведена железнодорожная линия Умёт—Аткарск и появилась станция Вертуновская Рязано-Уральской железной дороги. К 1881 году считалась казённой. В январе 1892 года правительство передало дорогу частному обществу. Была образована крупная компания «Акционерное общество Рязанско-Уральской железной дороги». Железная дорога способствовала развитию села.
Железнодорожной ветки Сосновка—Беково, была построена на средства промышленников Устиновых. Вступила в эксплуатацию в 1874 году. Бековская железная дорога была первой в России, строившейся на частные средства. Разрешение на постройку ветки было получено 22 февраля 1874 года и застало линию уже совершенно готовой. В первых числах марта по линии было открыто движение поездов. Бековская железная дорога не подлежала ни бесплатному переходу в казну, ни выкупу правительством. Устинов сдал её в эксплуатацию Тамбовско-Саратовской железной дороге. Железная дорога эксплуатировалась на арендных условиях казной. По переходе Тамбовско-Саратовской железной дороги в казну, с образованием одновременно Рязано-Уральской железной дороги и с передачей ей казённой Козлово-Саратовской линии, Бековская железная дорога была приобретена у Устинова за 800 тысяч рублей и вошла в состав Общества Рязано-Уральской железной дороги как собственная ветвь.
После проведения железнодорожной линии Умёт—Аткарск и железнодорожной ветки Сосновка—Беково село Сосновка стало быстро расти. Значительная часть населения работала на строительстве путей и их обслуживании.
После Революции на станции Вертуновская внедряется полуавтоматическая блокировка, реконструируется путевое хозяйство. С вводом сахарного завода (1933—1934 годы) увеличивается грузовая работа. Большой вклад внесли железнодорожники в Победу 1945 года. При выполнении военных заданий погибли машинисты-уроженцы села Сосновка Шевелёв Александр Никитович и Тарантин Дмитрий Иванович. После войны возрастает грузооборот. На станции увеличивается число путей, шесть вместо трёх. Внедрена электрическая централизация (заменяла работу стрелочников), радиосвязь с машинистами.

### Настоящее время
Пожар в августе 1999 года уничтожил жилой дом железнодорожников. Отделение железной дороги закрывает ясли-сад и отдает здание под квартиры для пострадавших от пожара железнодорожников. В 2000 году произведен капитальный ремонт станции. В 2002 году заменён железнодорожный мост через реку Хопёр. В середине 2000-х годов ко всем домам села был проведен сетевой газ.
С начала 1990-х годов в связи с закрытием совхоза и других предприятий и потерей жителями села рабочих мест происходит быстрое сокращение численности коренного населения, обусловленное высокой смертностью (в том числе среди молодежи), низкой рождаемостью и оттоком населения в соседние районные центры и другие города. К настоящему времени (2014 год) в сравнении с концом 1980-х годов население сократилось более чем на треть. С 2000-х годов в связи с сокращением населения и подорожанием кормов резко (примерно втрое) сократилось поголовье домашнего скота. Огородничество также находится в упадке. В селе, в особенности на удаленных от железнодорожной станции улицах, находится большое число брошенных домов. Самая западная и наиболее удаленная от железнодорожной станции часть села, конец Октябрьской улицы (протяженностью более 0,5 км) была полностью покинута жителями. В течение 1990-х и 2000-х годов были закрыты последний детский сад-ясли и аптека, а также кафе и парикмахерская. Осталась одна школа (средняя общеобразовательная). Поля совхоза в течение нескольких лет пустовали, в настоящее время используются агропредприятиями.
В селе (ул. Вокзальная, д. 14) был создан православный молитвенный дом Покрова Пресвятой Богородицы (Покровский молитвенный дом). Относится к Тамалинскому благочинию Сердобской епархии Пензенской митрополии Русской православной церкви. Под молитвенный дом было передано здание медамбулатории. Престольный праздник — Покрова Пресвятой Богородицы, 1 (14) октября.

## Население
В селе проживают русские и цыгане.
| год                | 1747      | 1795       | 1811       | 1859 | 1877 | 1897 | 1911 | 1926 | 1939 | 1959 | 1979 | 1989 | 1998 | 2004 | 2011 |
| ------------------ | --------- | ---------- | ---------- | ---- | ---- | ---- | ---- | ---- | ---- | ---- | ---- | ---- | ---- | ---- | ---- |
| количество жителей | около 920 | около 2000 | около 1850 | 1667 | 1578 | 3122 | 4263 | 4726 | 3697 | 2988 | 2150 | 1687 | 1574 | 1380 | 1296 |

## Экономика
Значительная часть жителей села занята на работе в ближайших крупных населённых пунктах. Также жители заняты индивидуальным сельским хозяйством на приусадебных участках, обслуживанием железной дороги и прочих коммуникаций, в незначительной степени — фермерским хозяйством и торговлей. В селе находится отделение ООО «Агрофирма «Евросервис-Беково» (крупный рогатый скот, аргокультуры, торговля). В 2010 году предприятие признано банкротом.

## Улицы
Официальное название / Народное название:
- Вокзальная
- Заречная
- Комсомольская
- Ленинская / Большая
- Нагорная
- Октябрьская / Барская
- Первомайская / Самодуровка
- Почтовая
- Революционная / Берёзовка
- Садовая / Латышовка
- Советская
- Хопёрная / Нахаловка
- Центральная Усадьба
- Школьная

## Выдающиеся жители
- Бывший ученик Сосновской средней школы Владимир Лабутин. Владимир ушёл на фронт добровольцем и погиб, повторив подвиг Александра Матросова: закрыл грудью амбразуру немецкого дзота[8].
- В селе жил и работал селекционер А. П. Корнеев, который вывел сорт томатов «Корнеевский», получивший широкое распространение.
- В селе родился и жил писатель и художник Иван Федорович Седов[9].

## Галерея

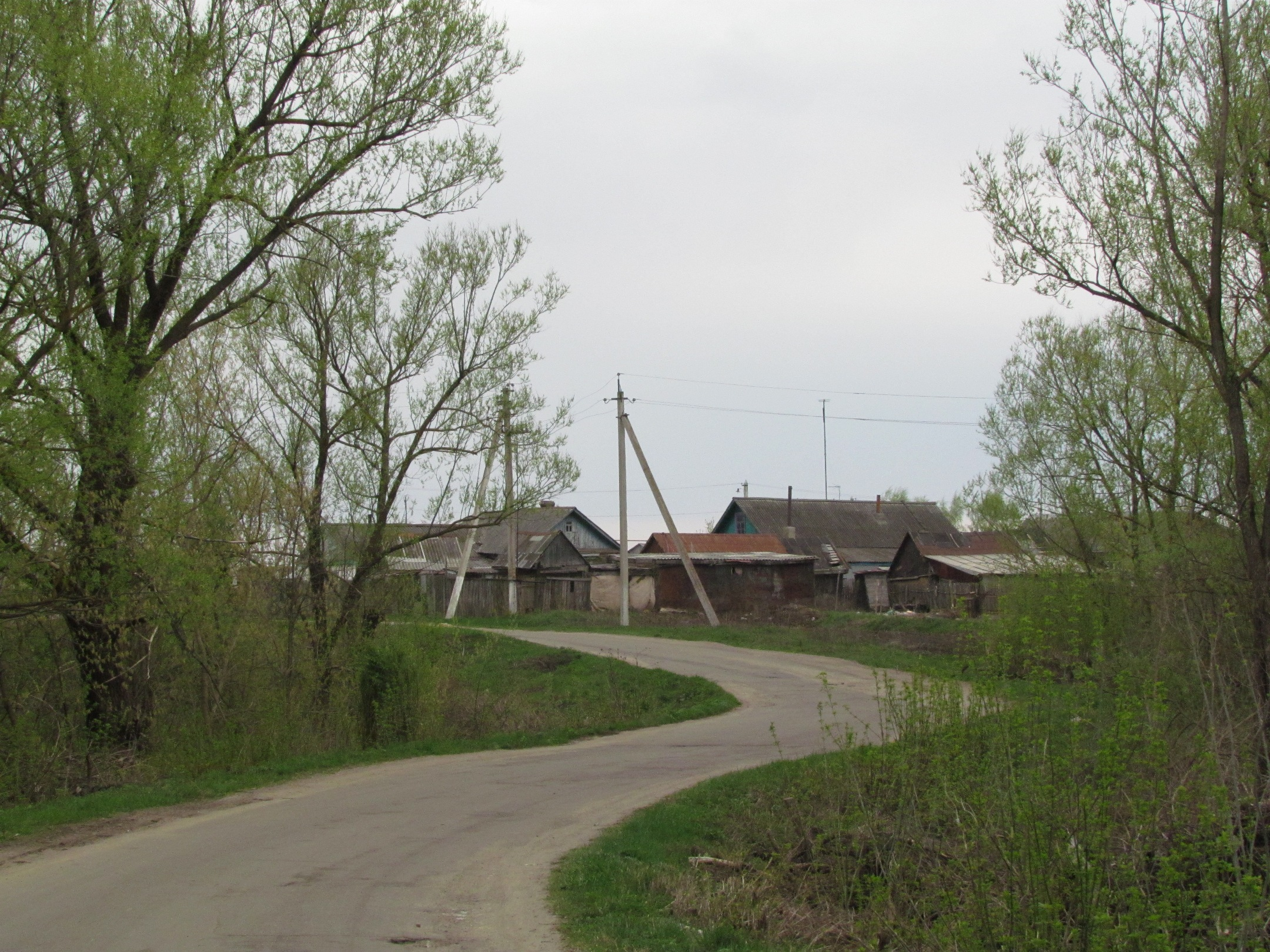
Въезд со стороны трассы Беково — Сосновка — Варварино. 2015
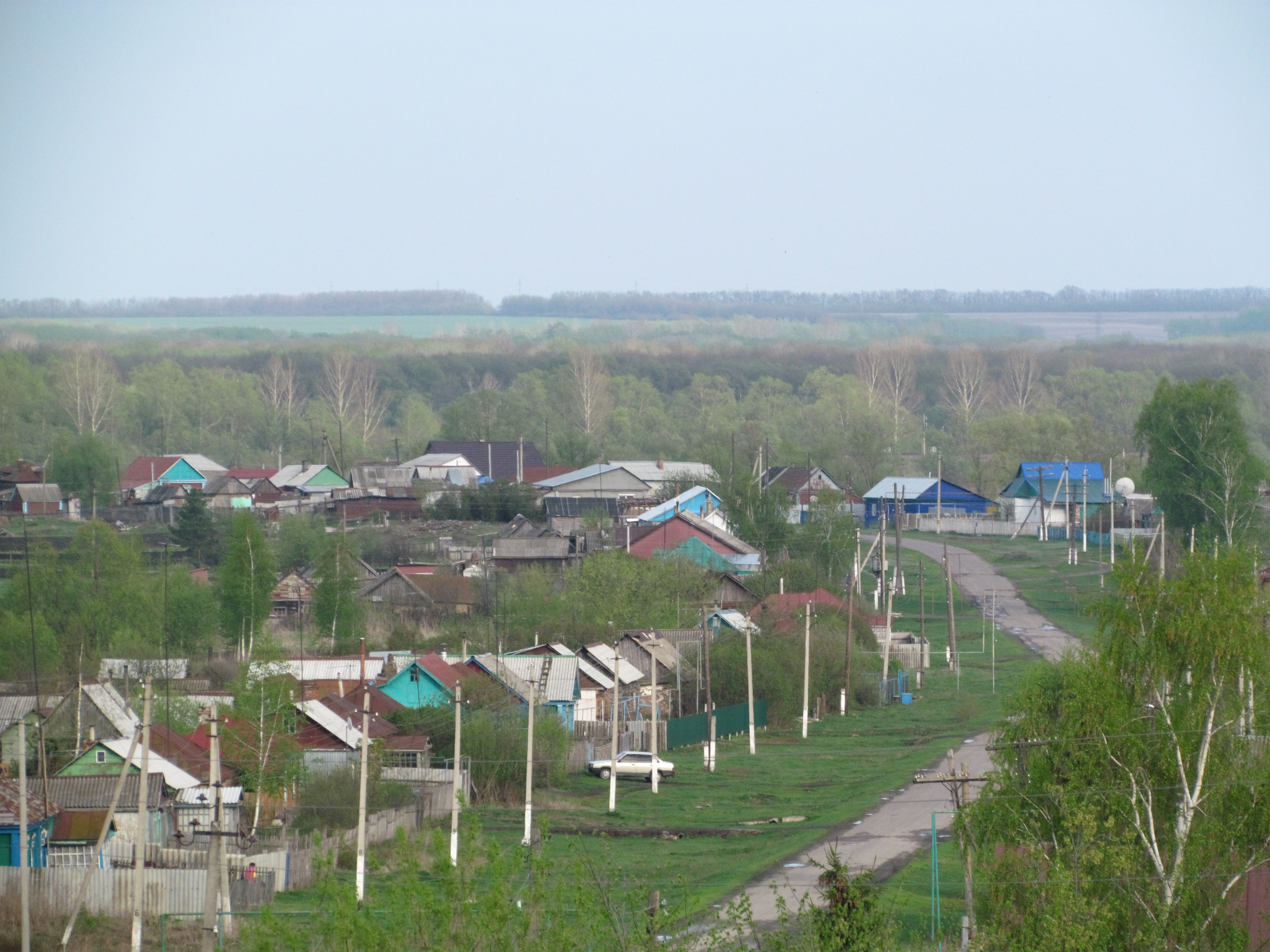
Ул. Ленина (Большая). 2015
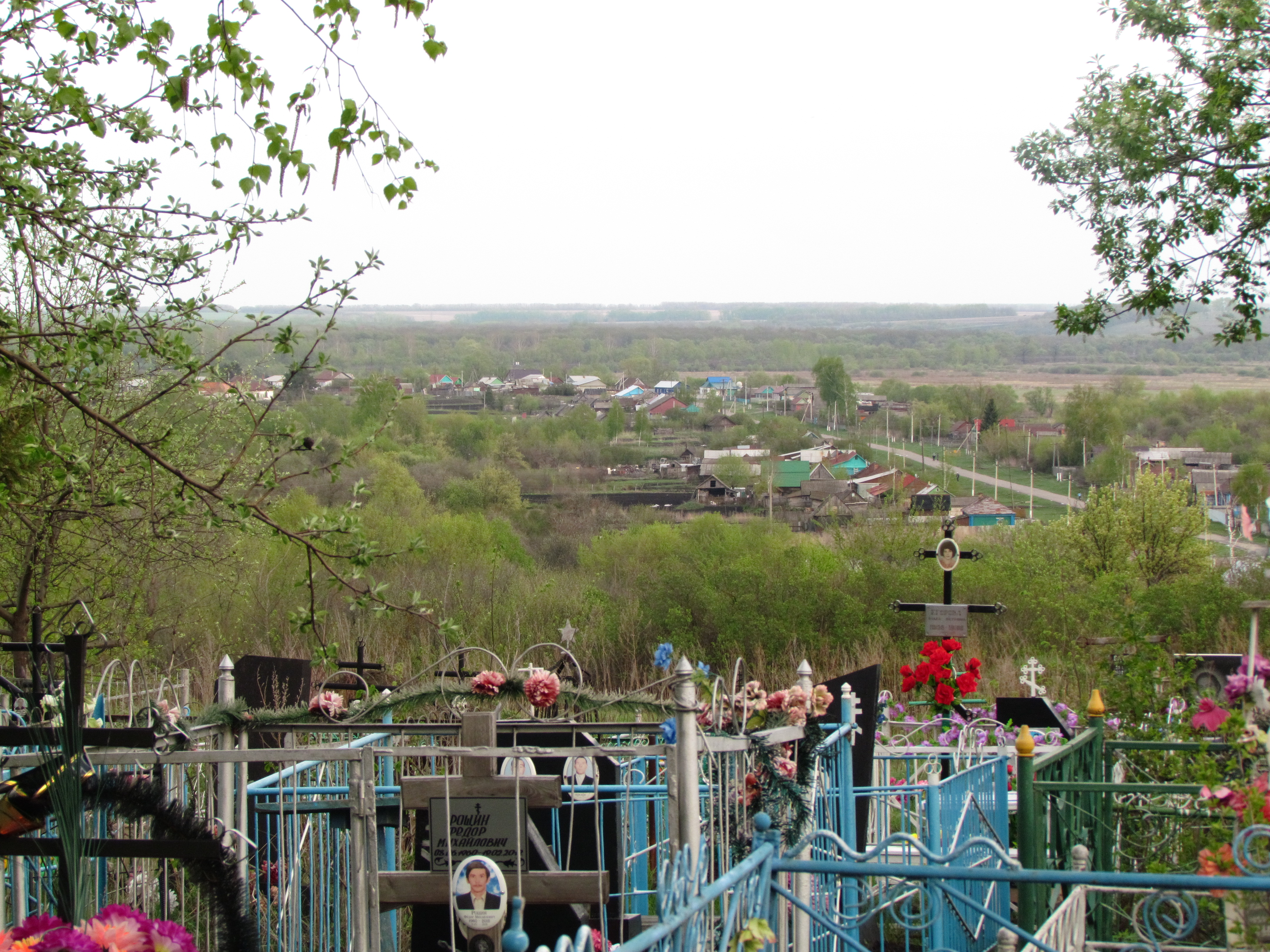
Вид с кладбища на село. 2015
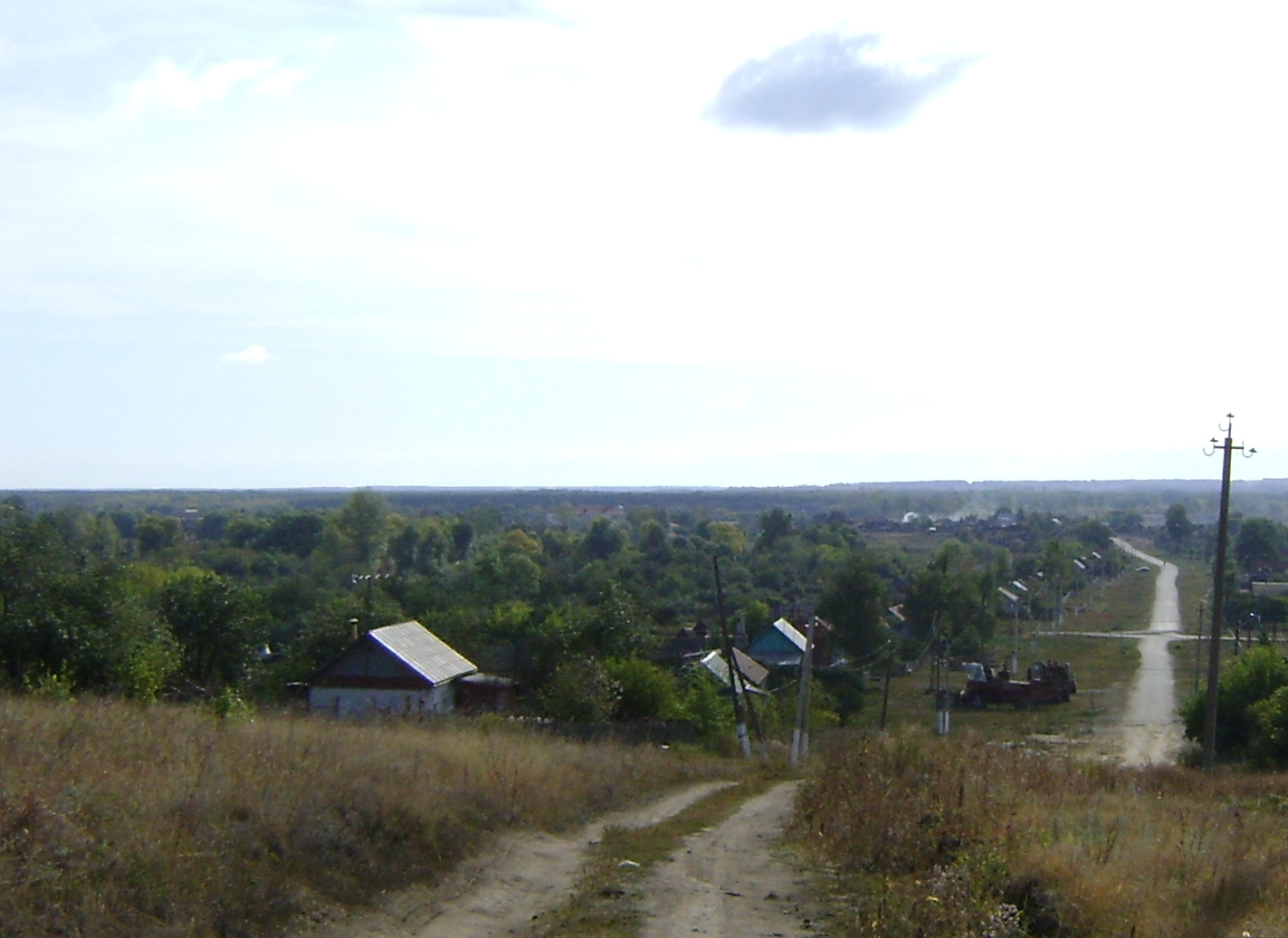
Вид с горы на ул. Ленина (Большая). 2009
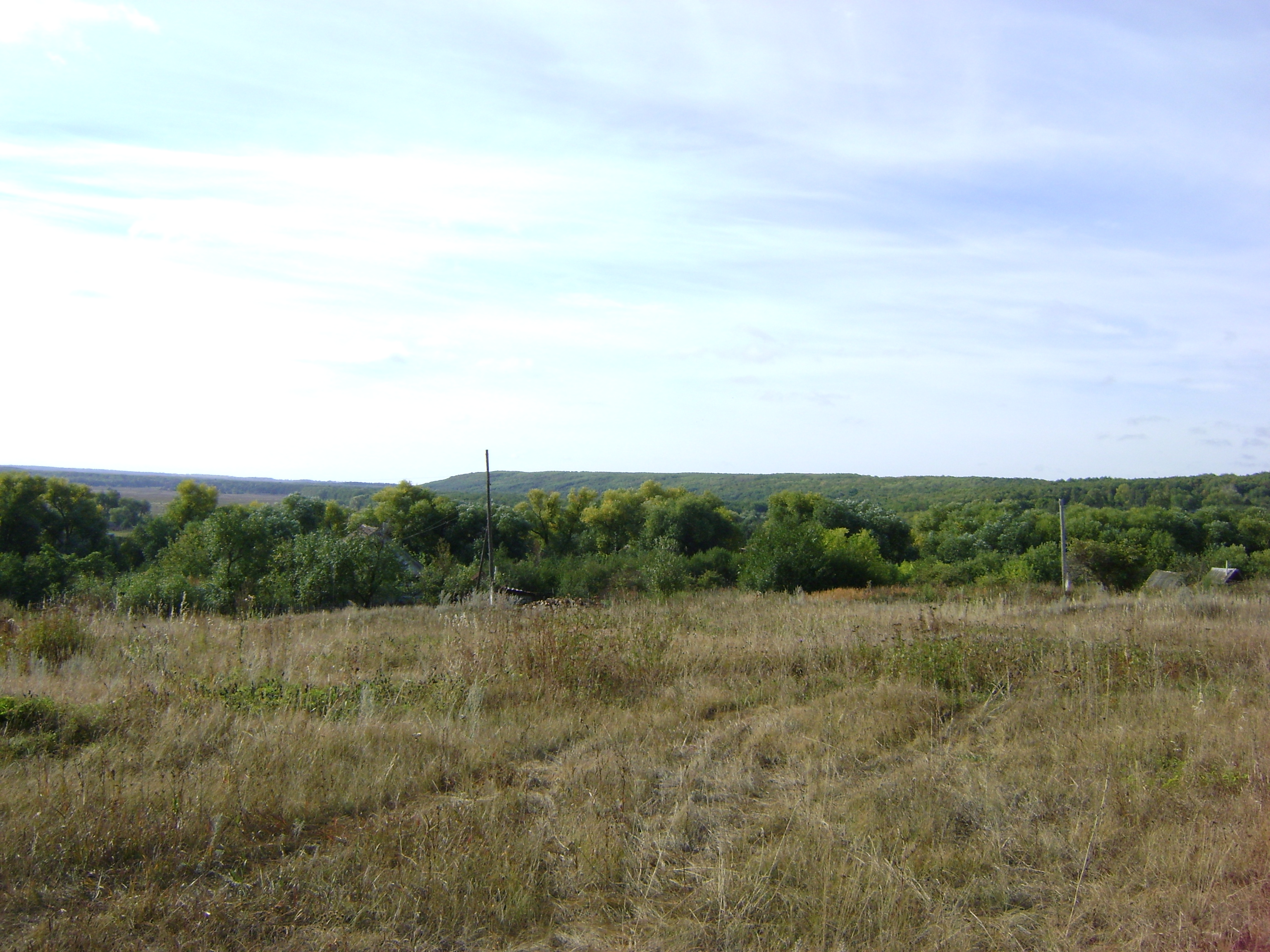
Вид на долину Хопра со стороны кладбища. 2009
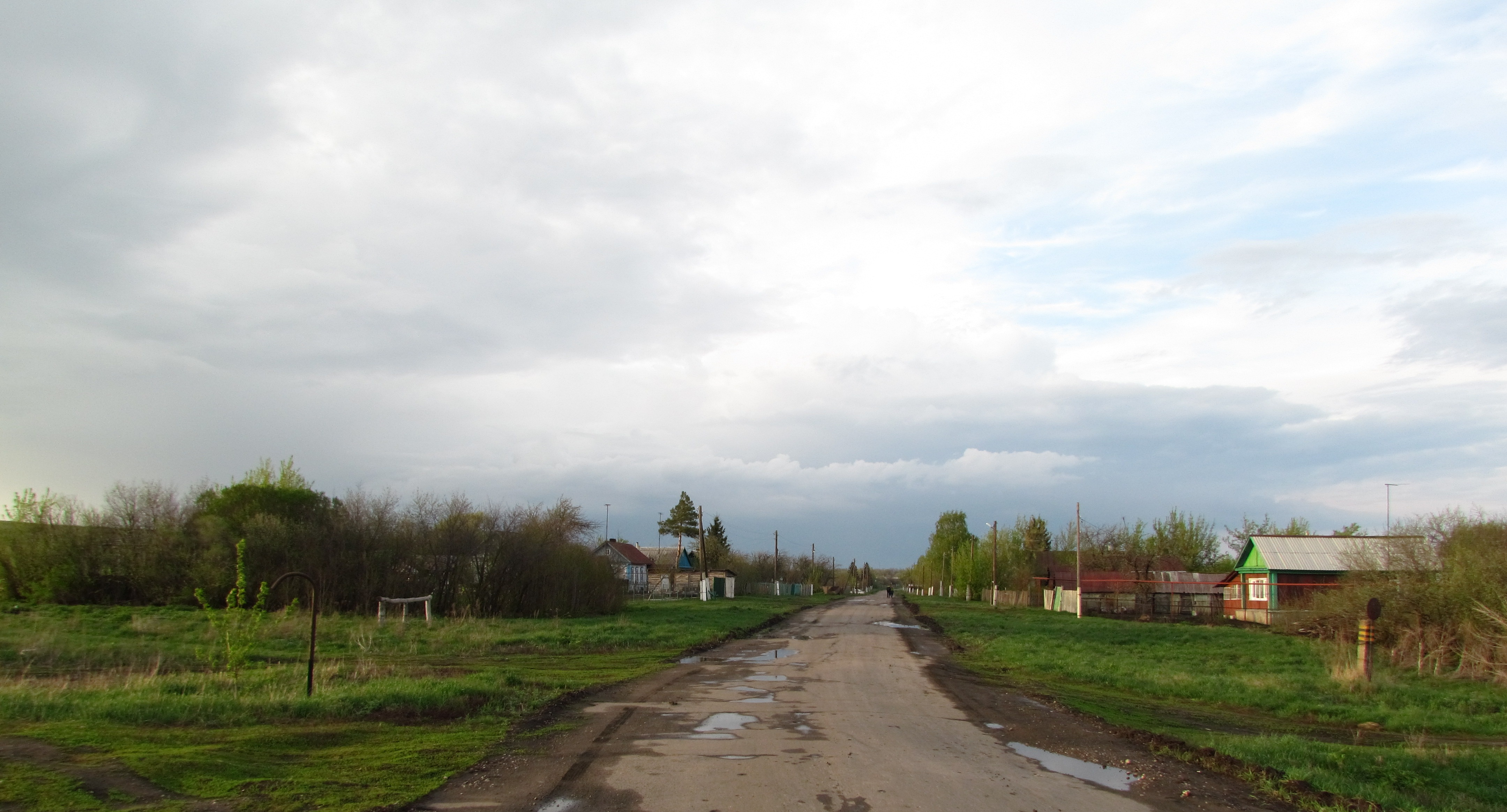
Ул. Латышовка. 2015
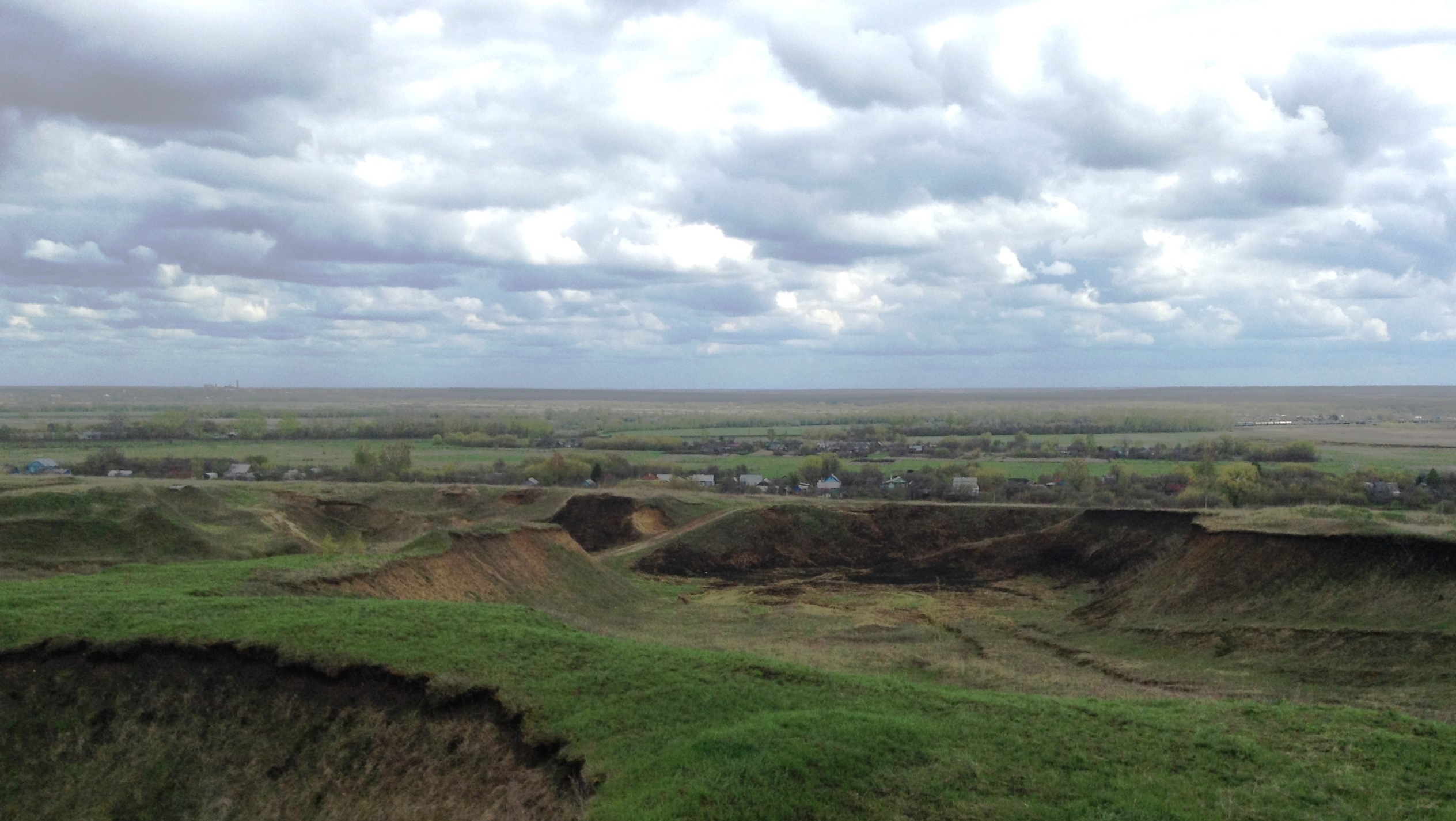
Вид со стороны карьера. 2014
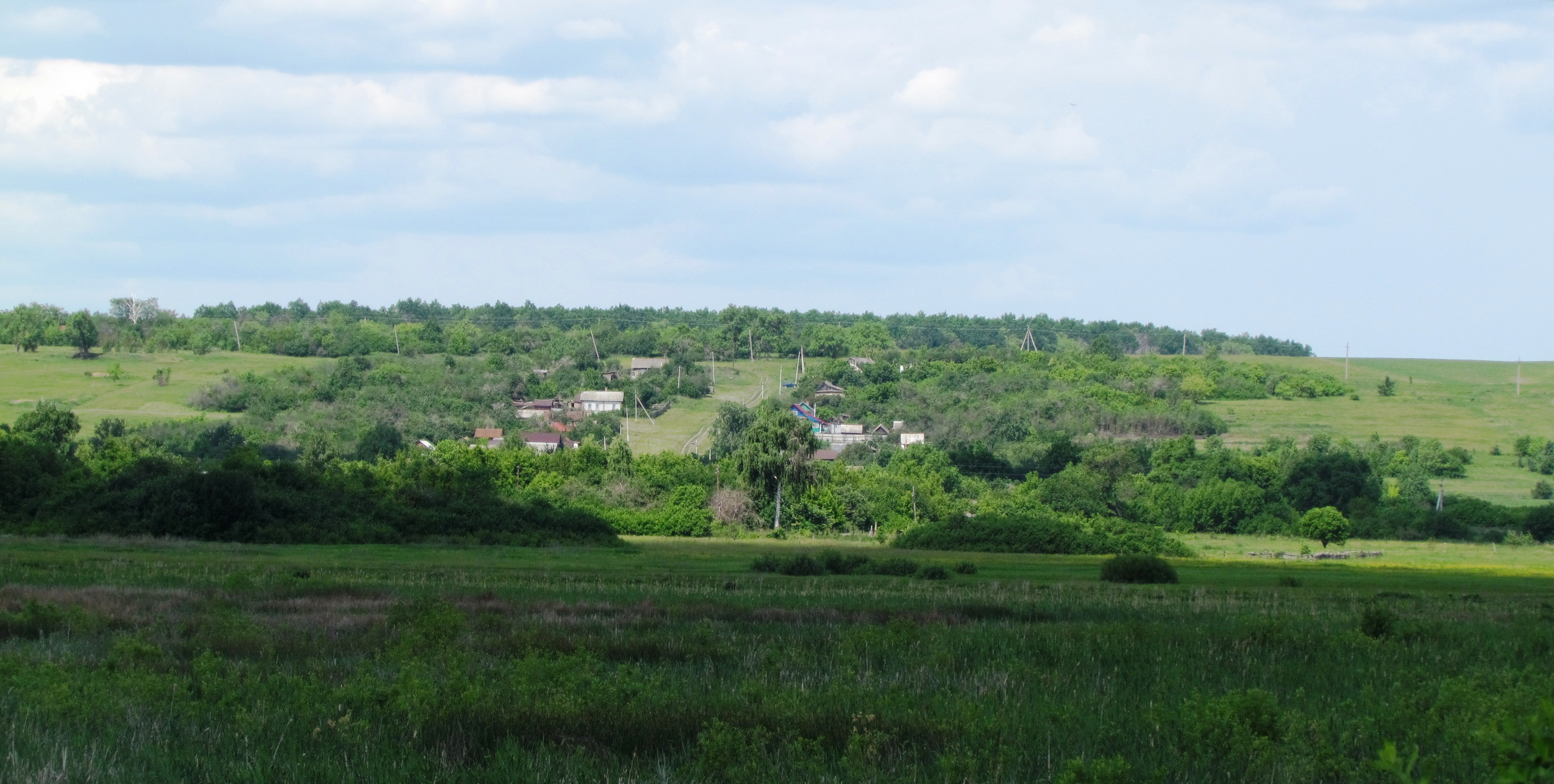
Ул. Березовка. 2015
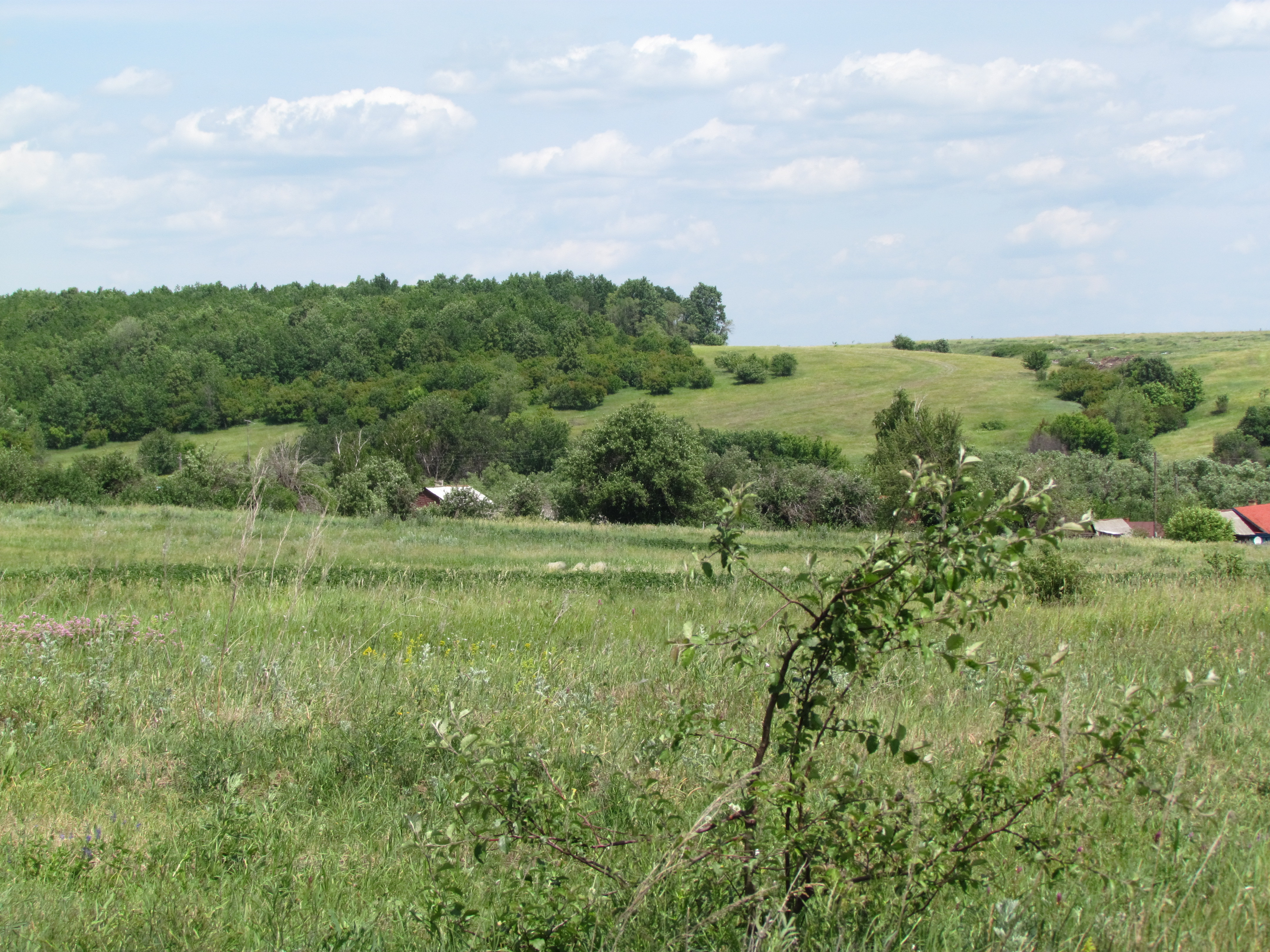
Ул. Октябрьская. 2015
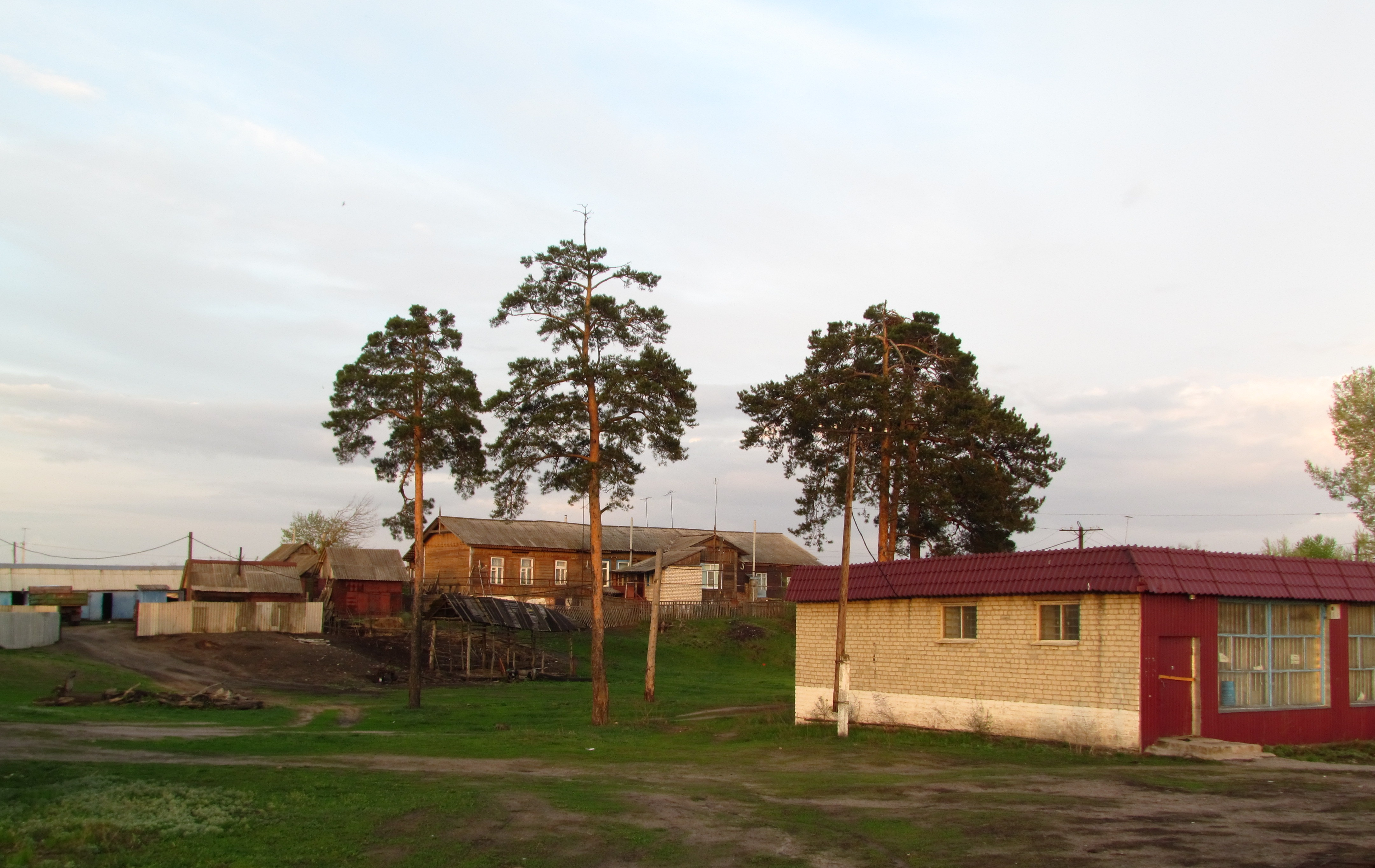
Сосны в Сосновке. 2015
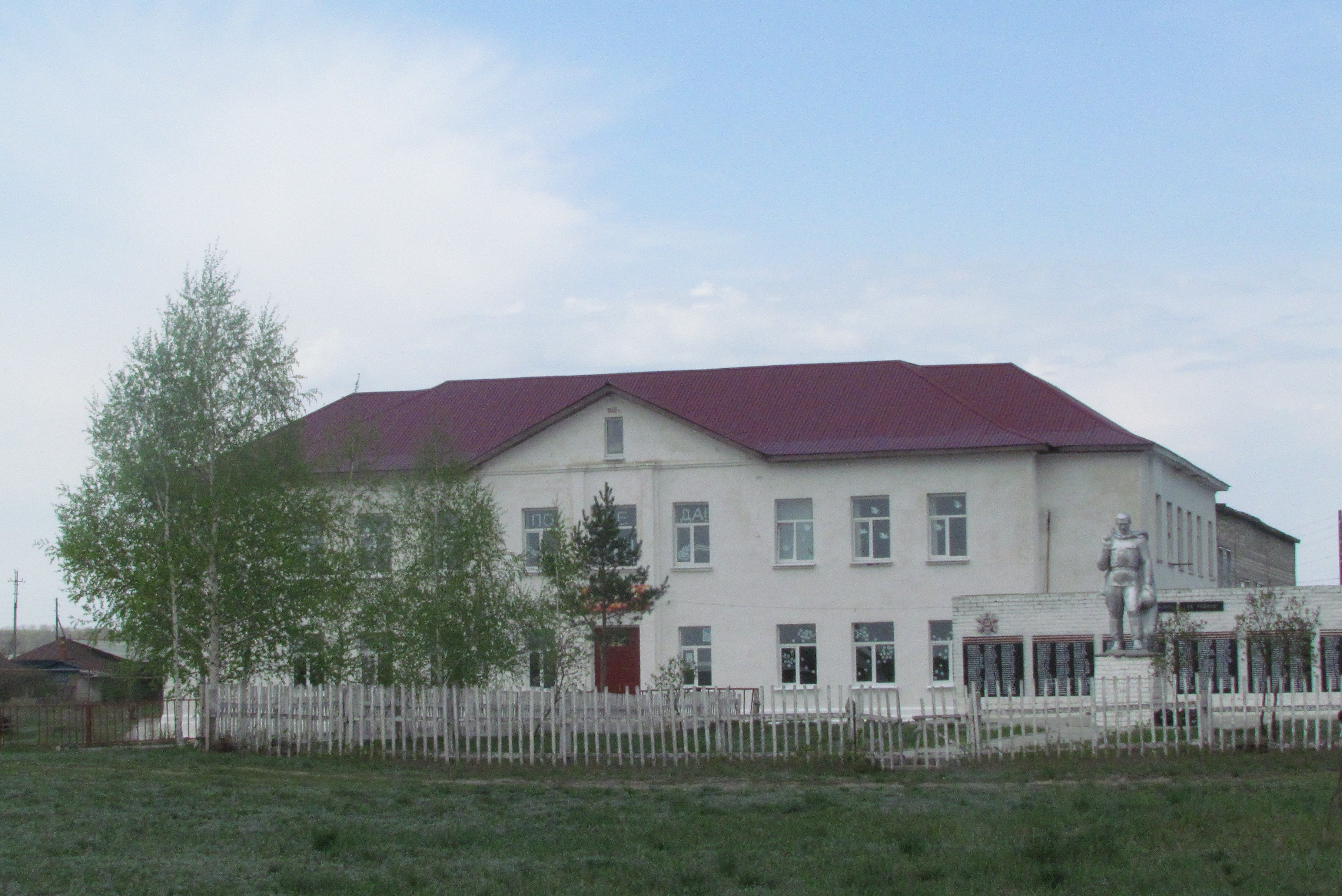
Сосновская СОШ. 2015
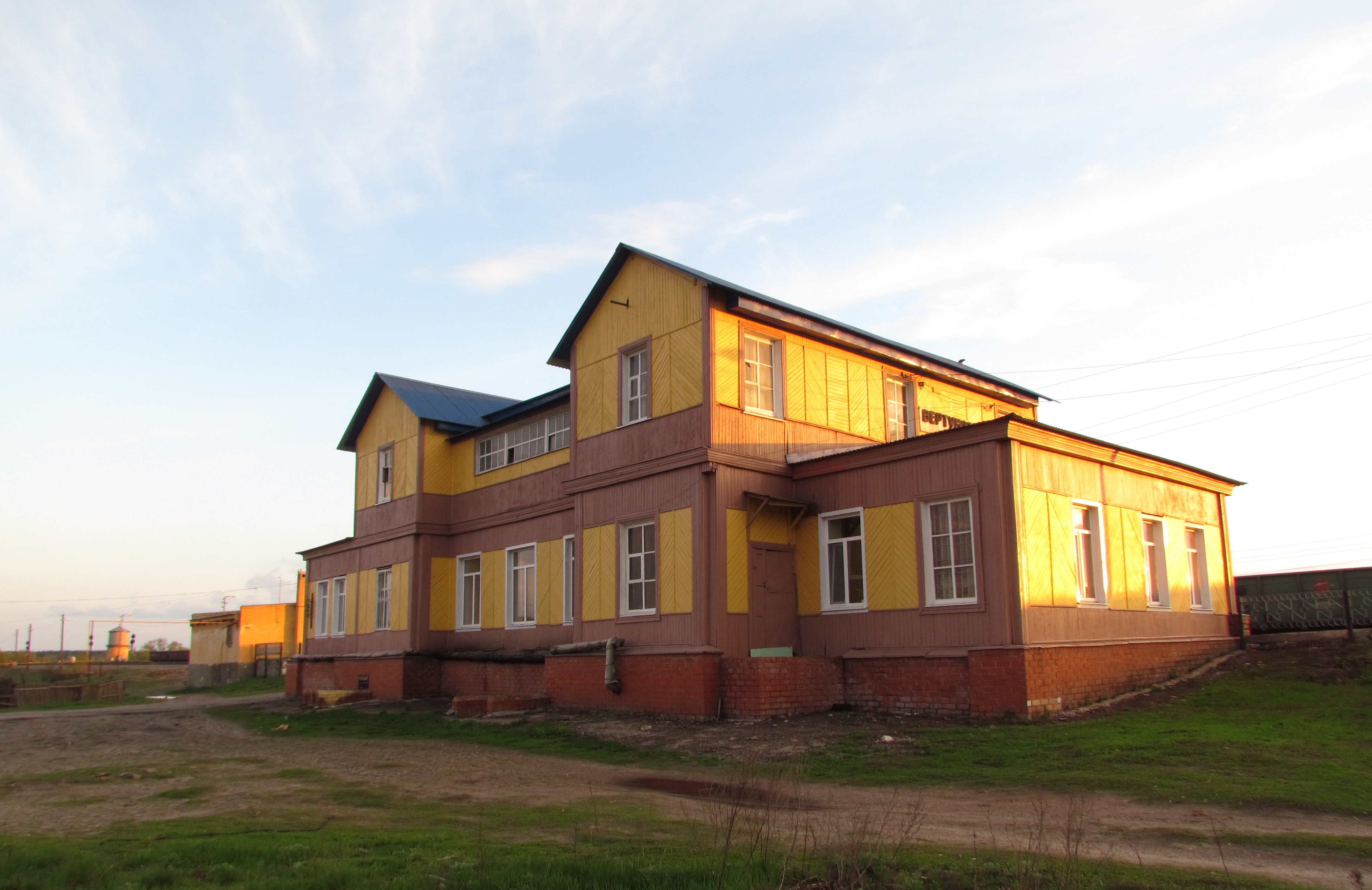
Вокзал железнодорожной станции Вертуновская. 2015.
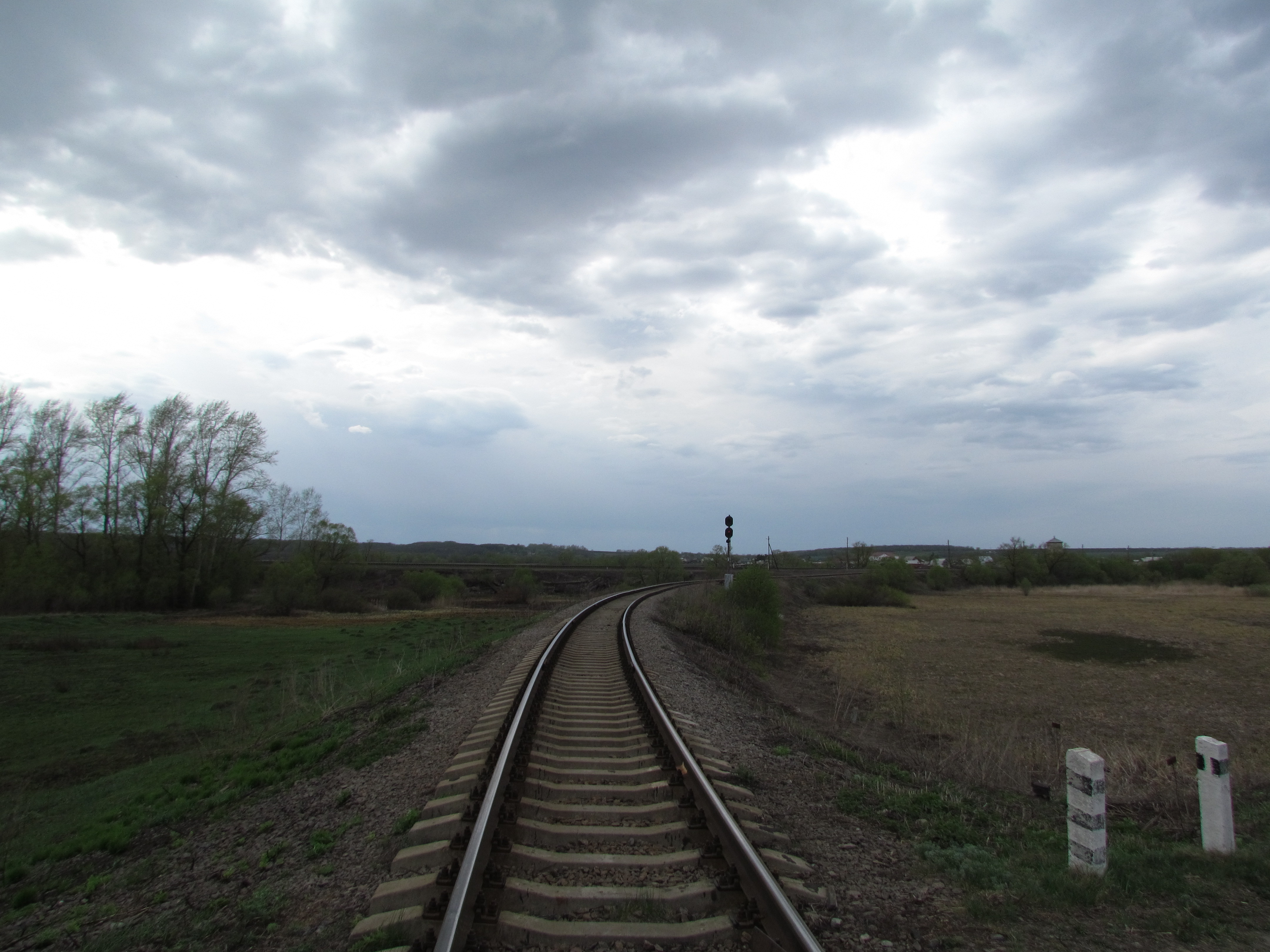
Бековская железнодорожная ветка в районе села Сосновка. 2015
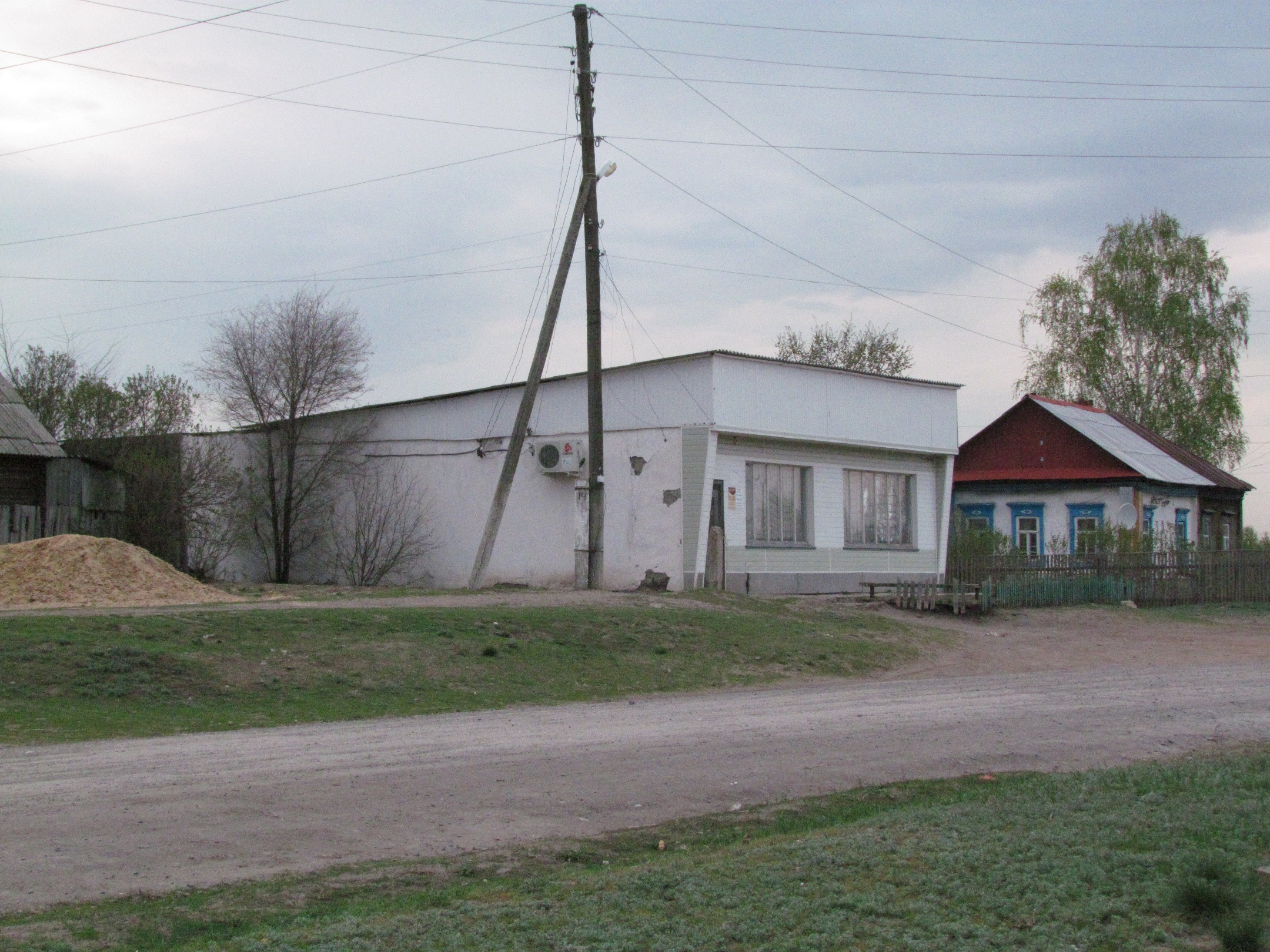
Главный магазин. 2015
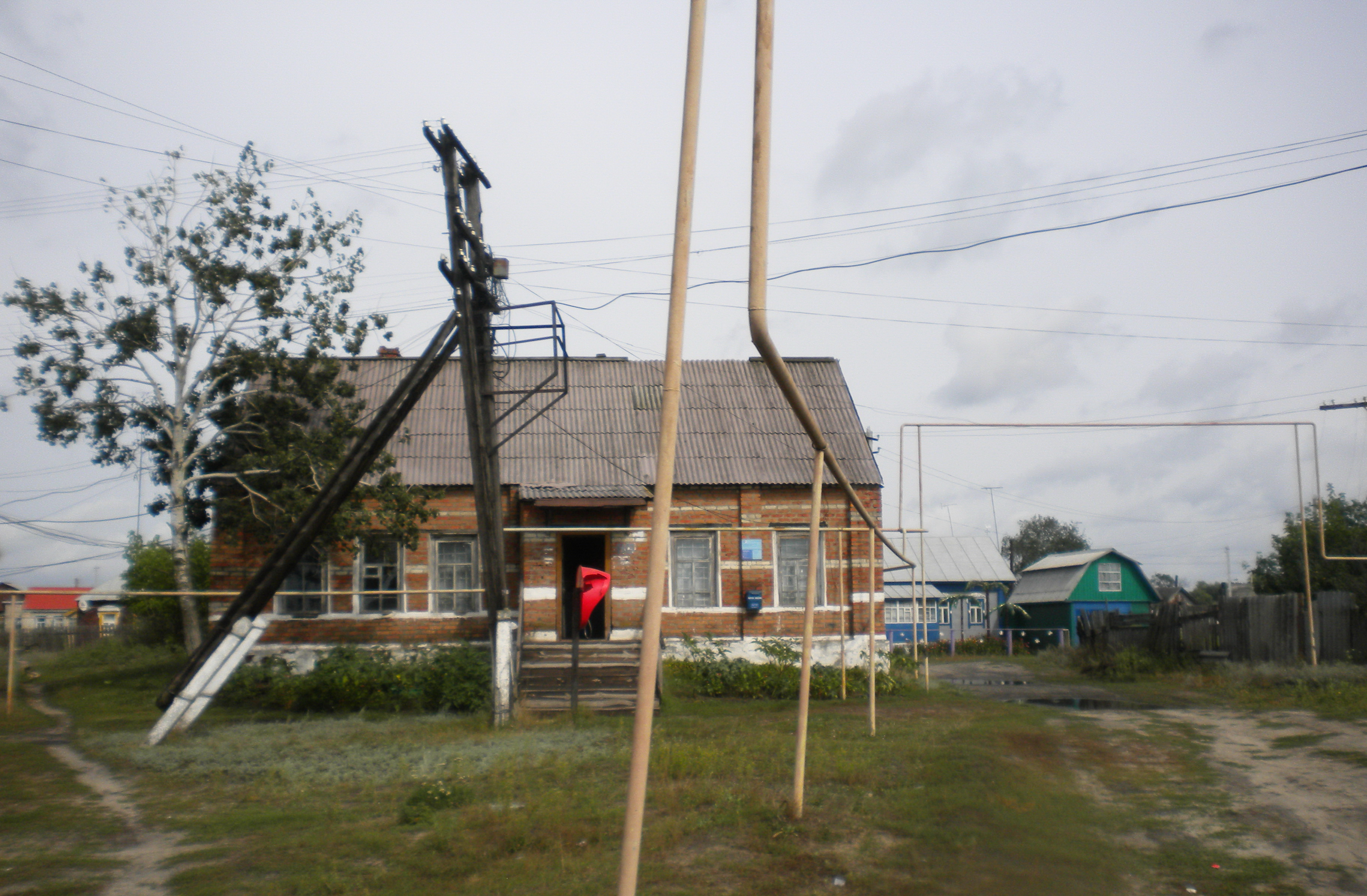
Почтовое отделение. 2012
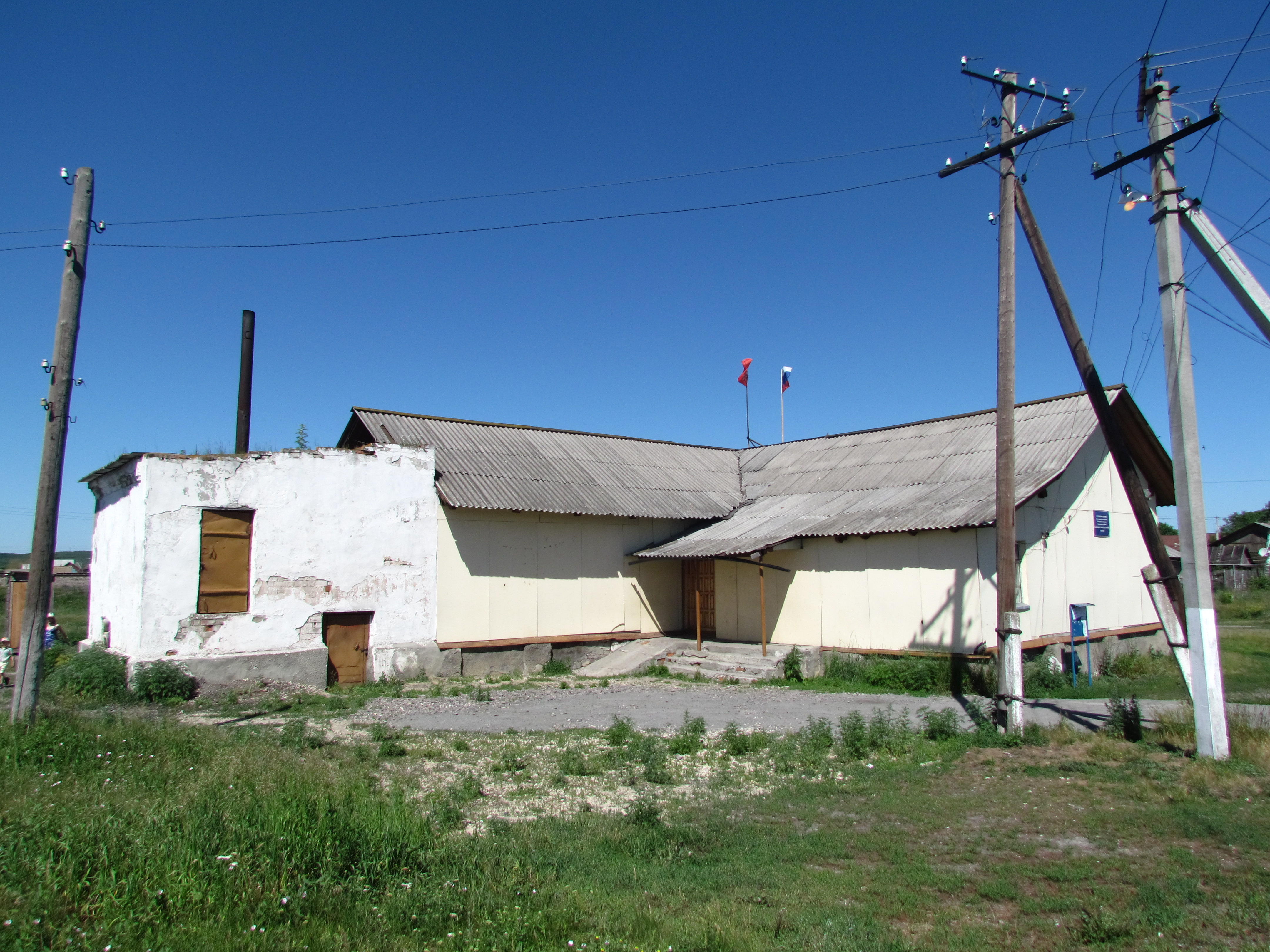
Библиотечно-досуговый центр. 2015
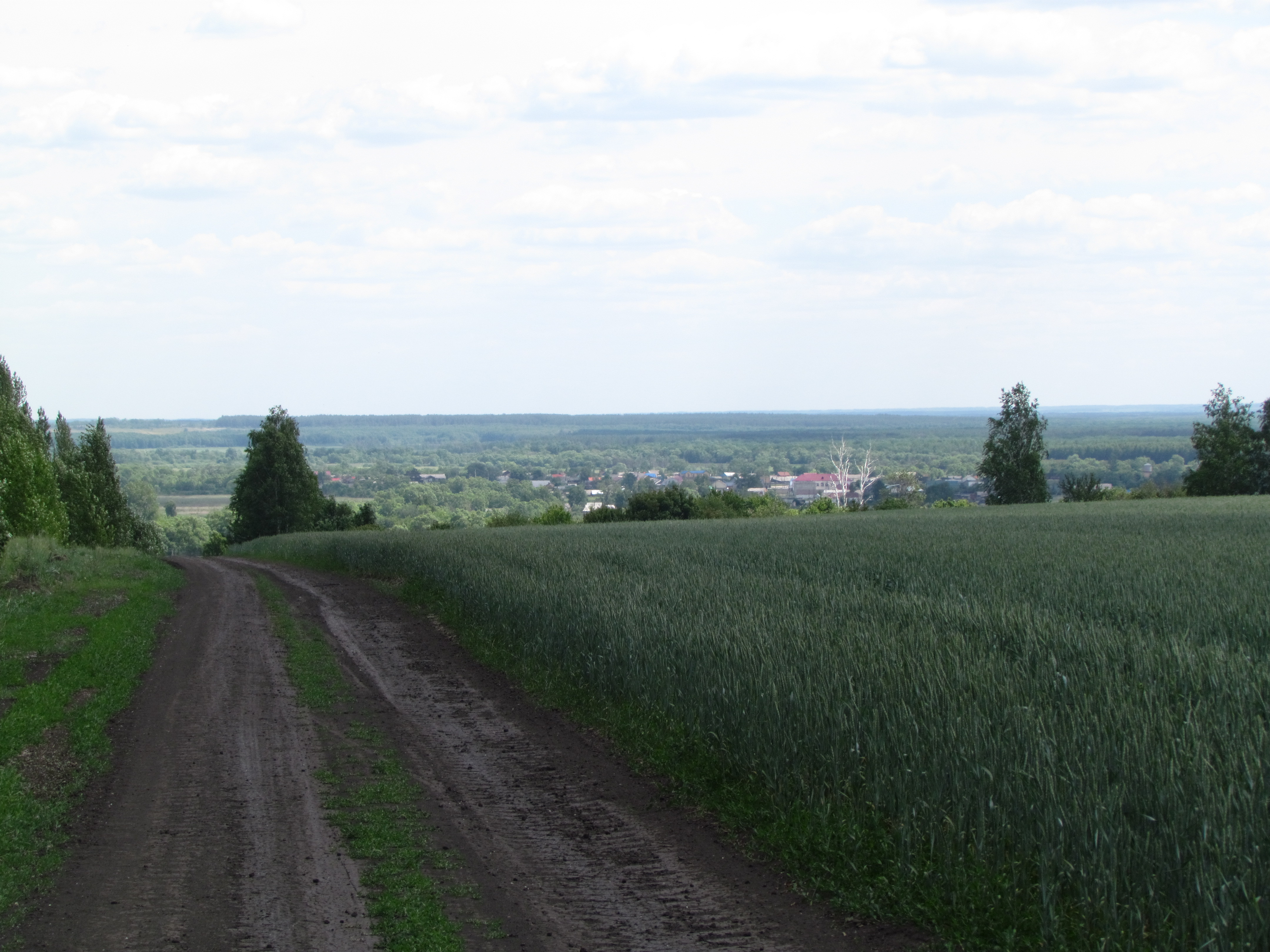
Въезд с западной стороны. 2015
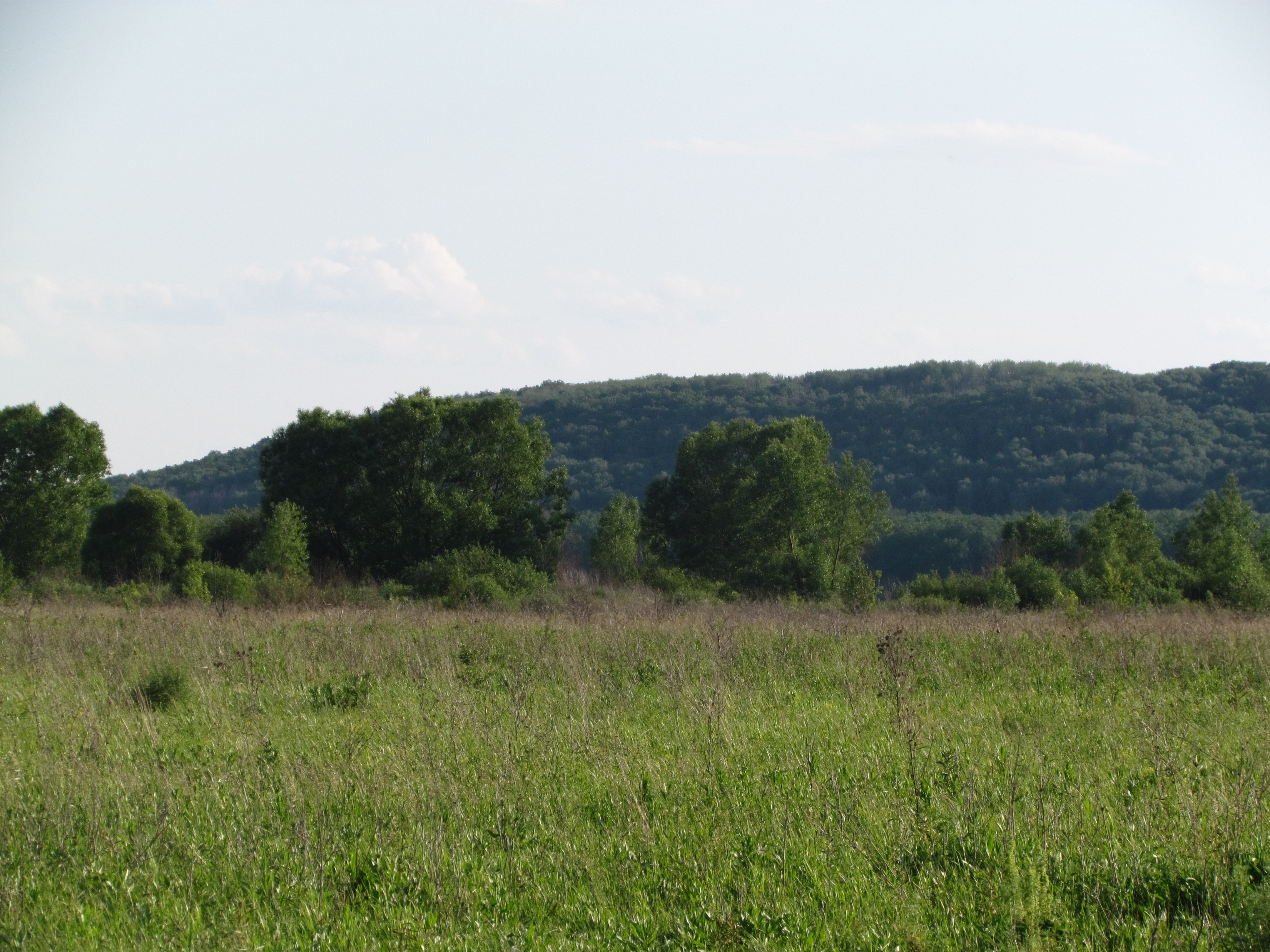
Лес в долине Хопра. 2015
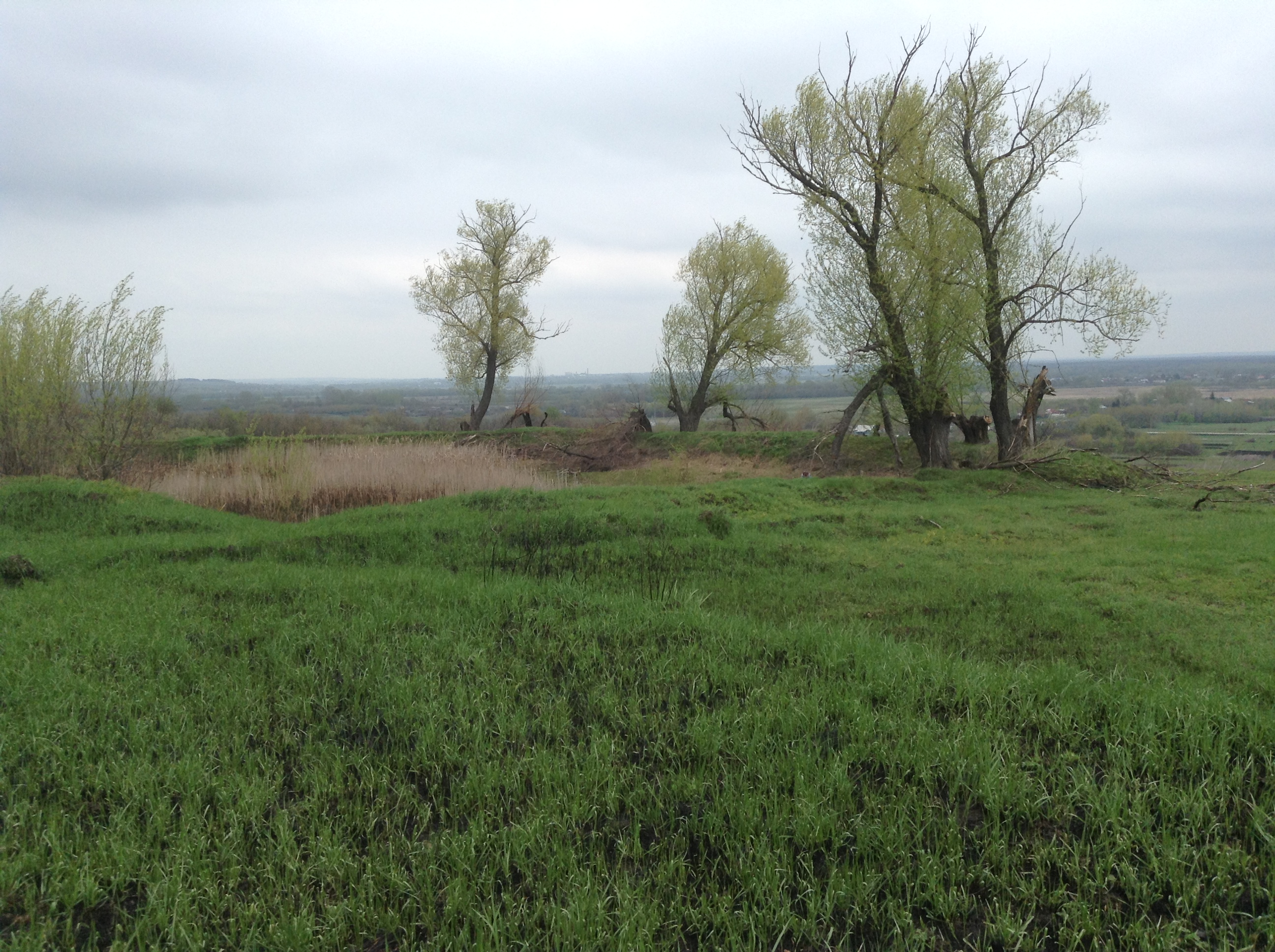
Озеро около ул. Березовка. 2014
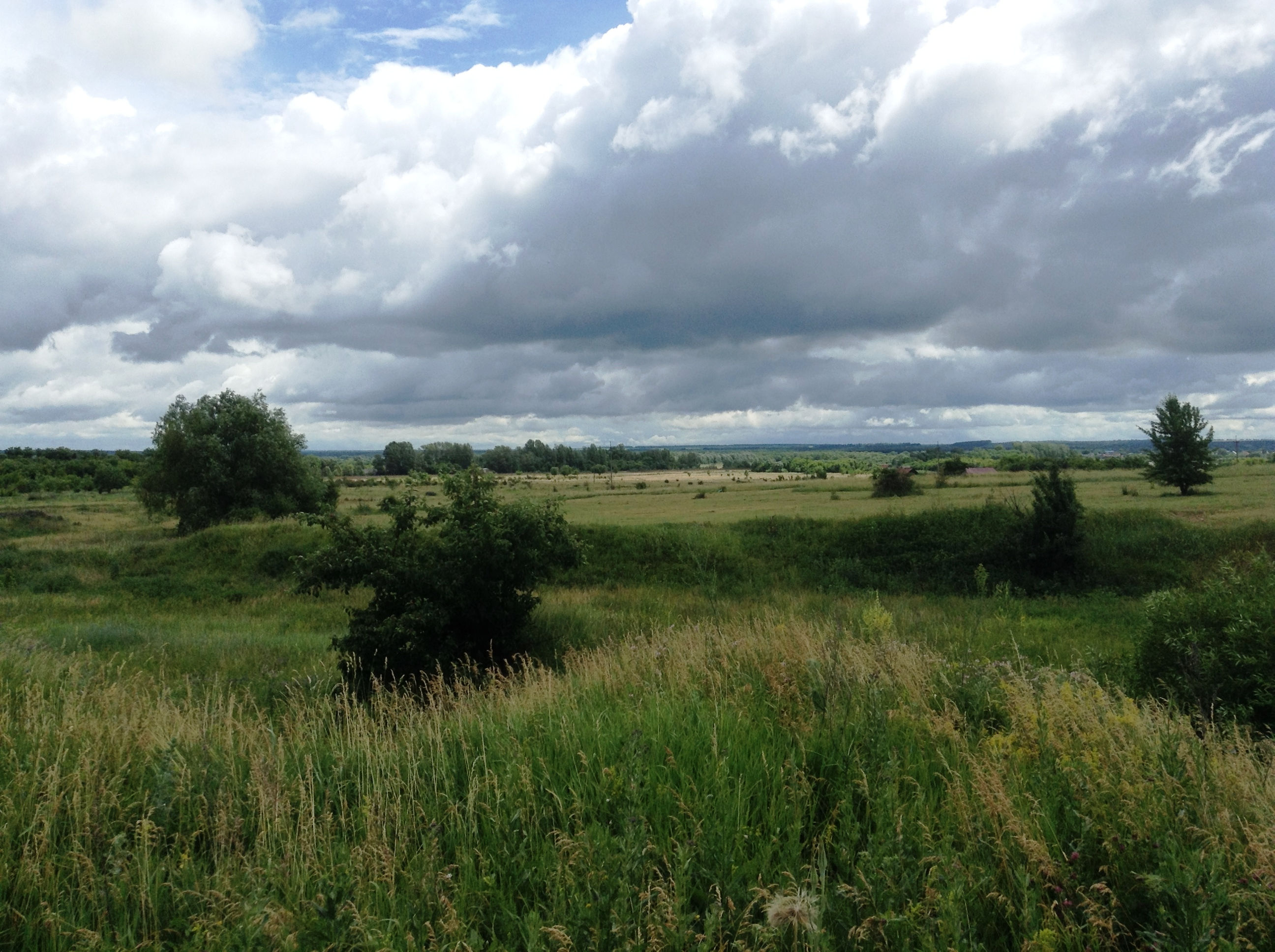
Лесостепь около железнодорожного переезда. 2014
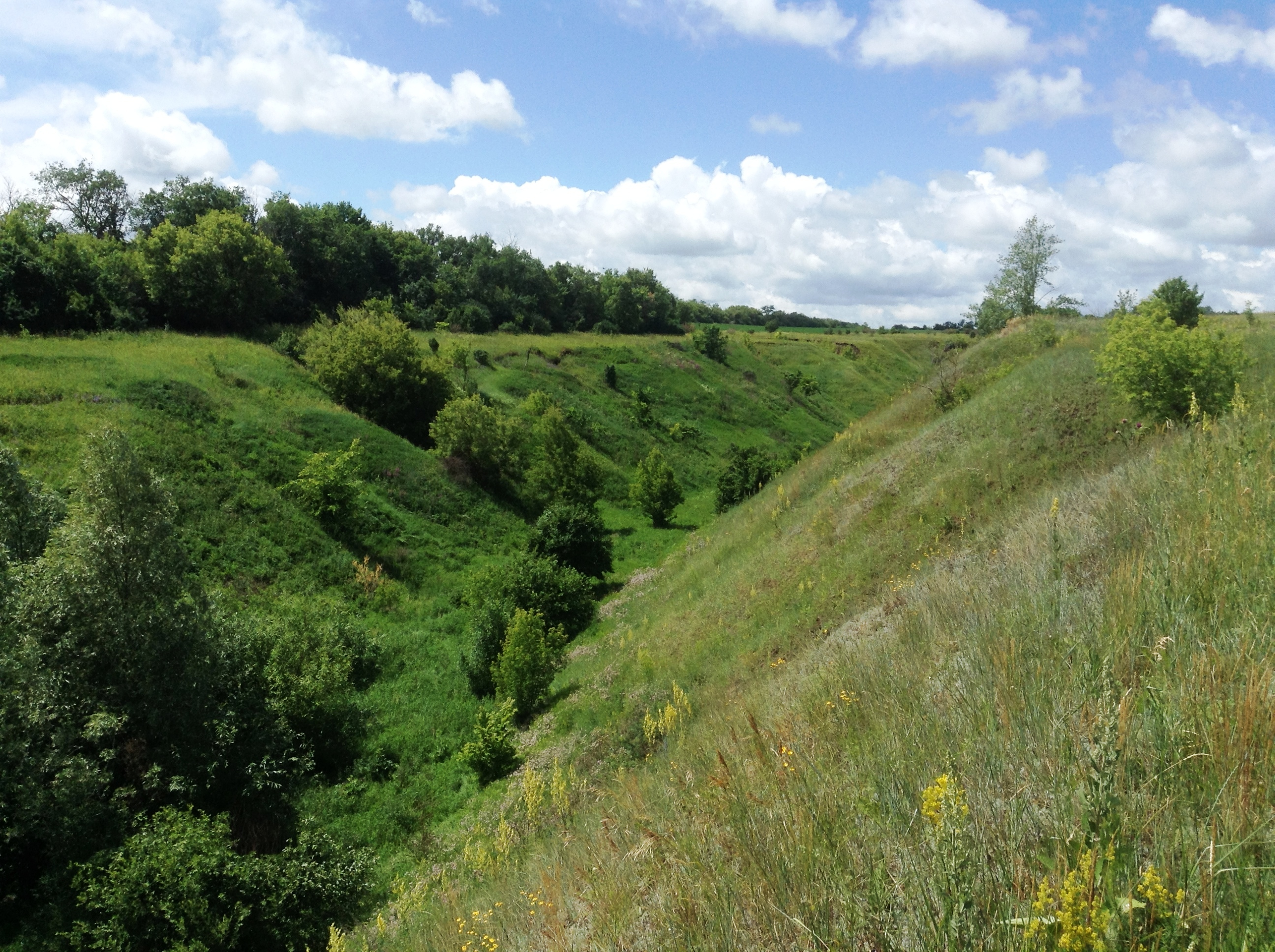
Овраг около железнодорожного переезда. 2014
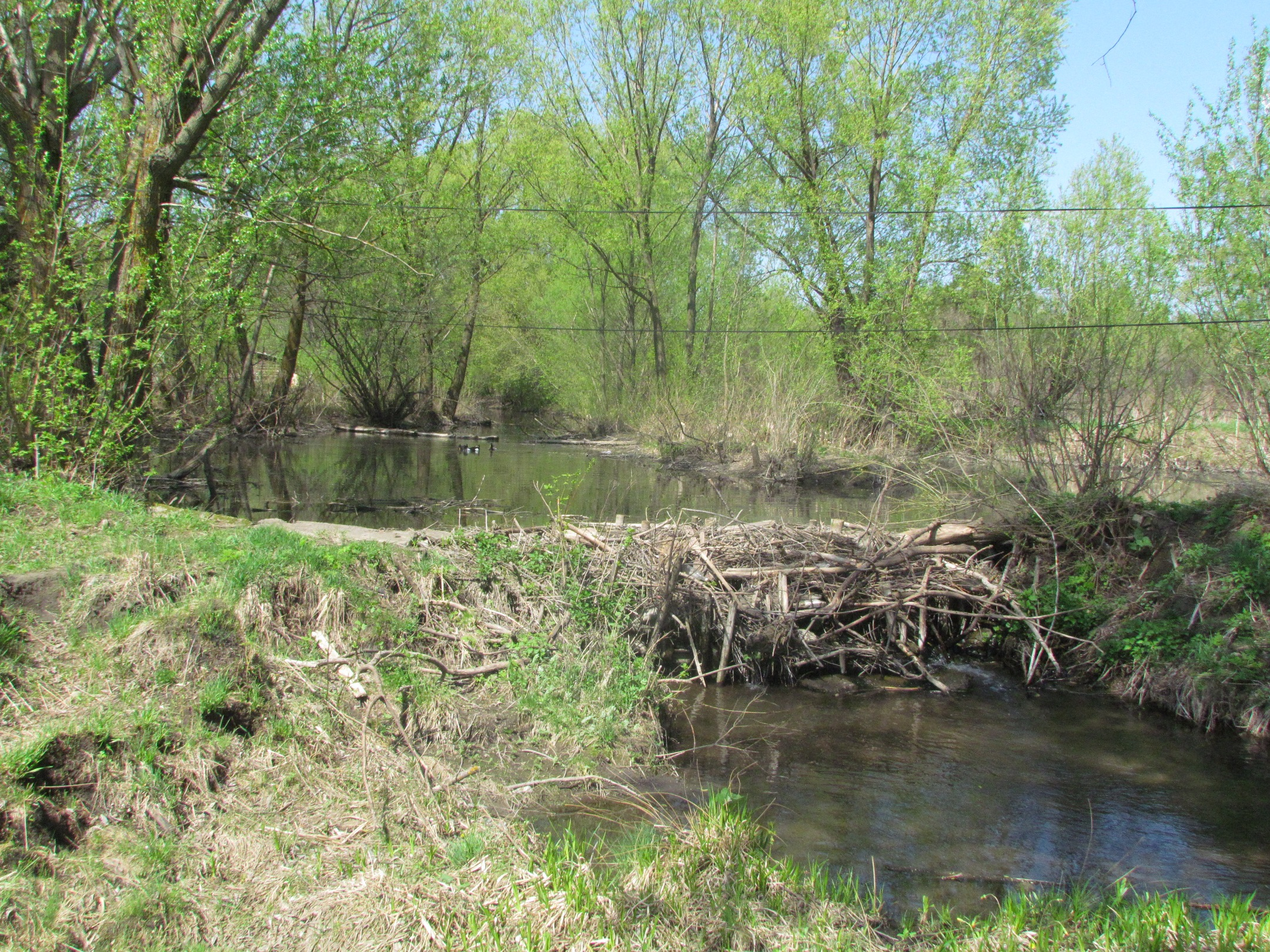
Бобровая плотина на реке Сосновочка. 2015.
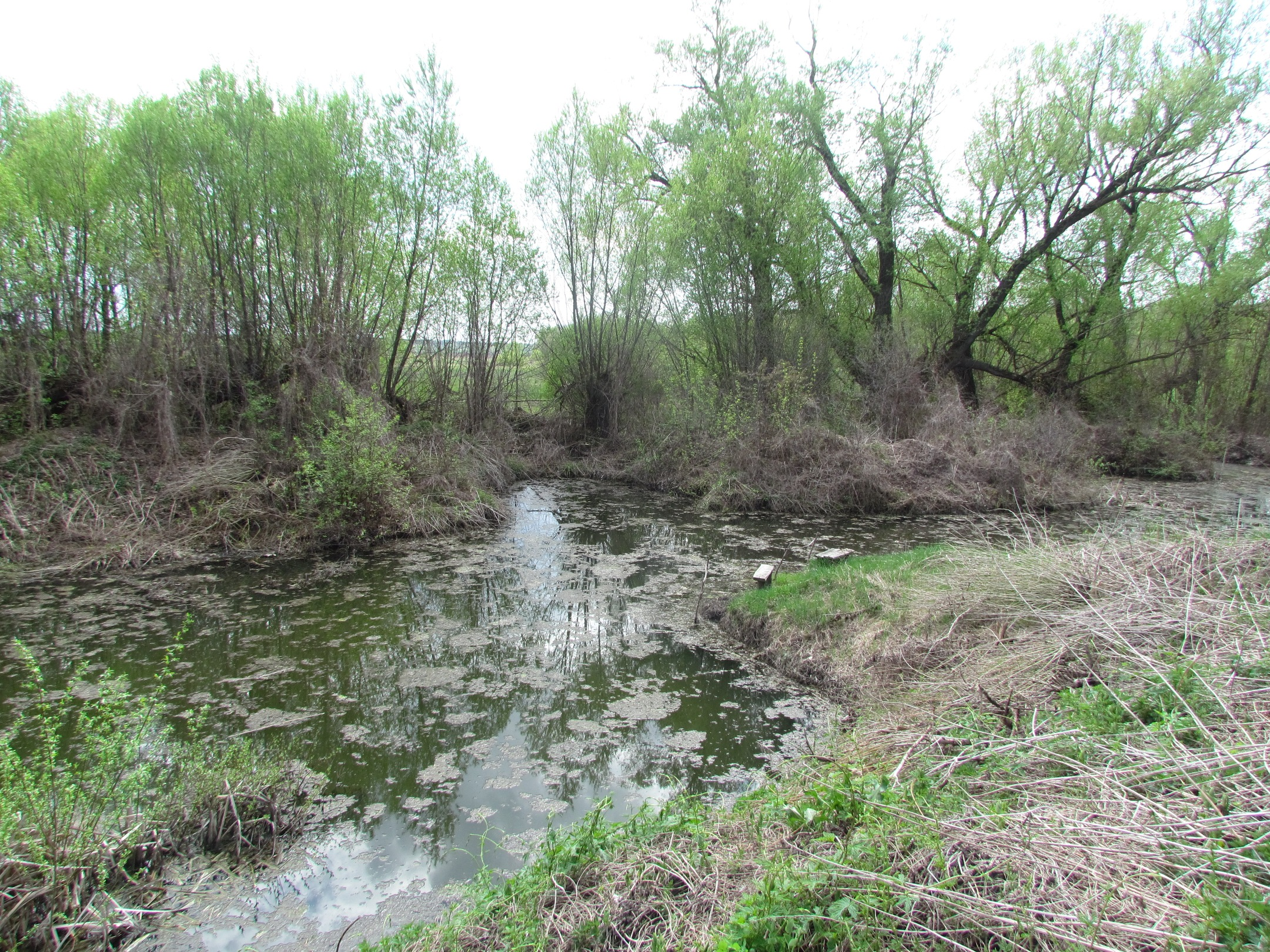
Пруд рядом с ул. Первомайская (Самодуровка). 2015
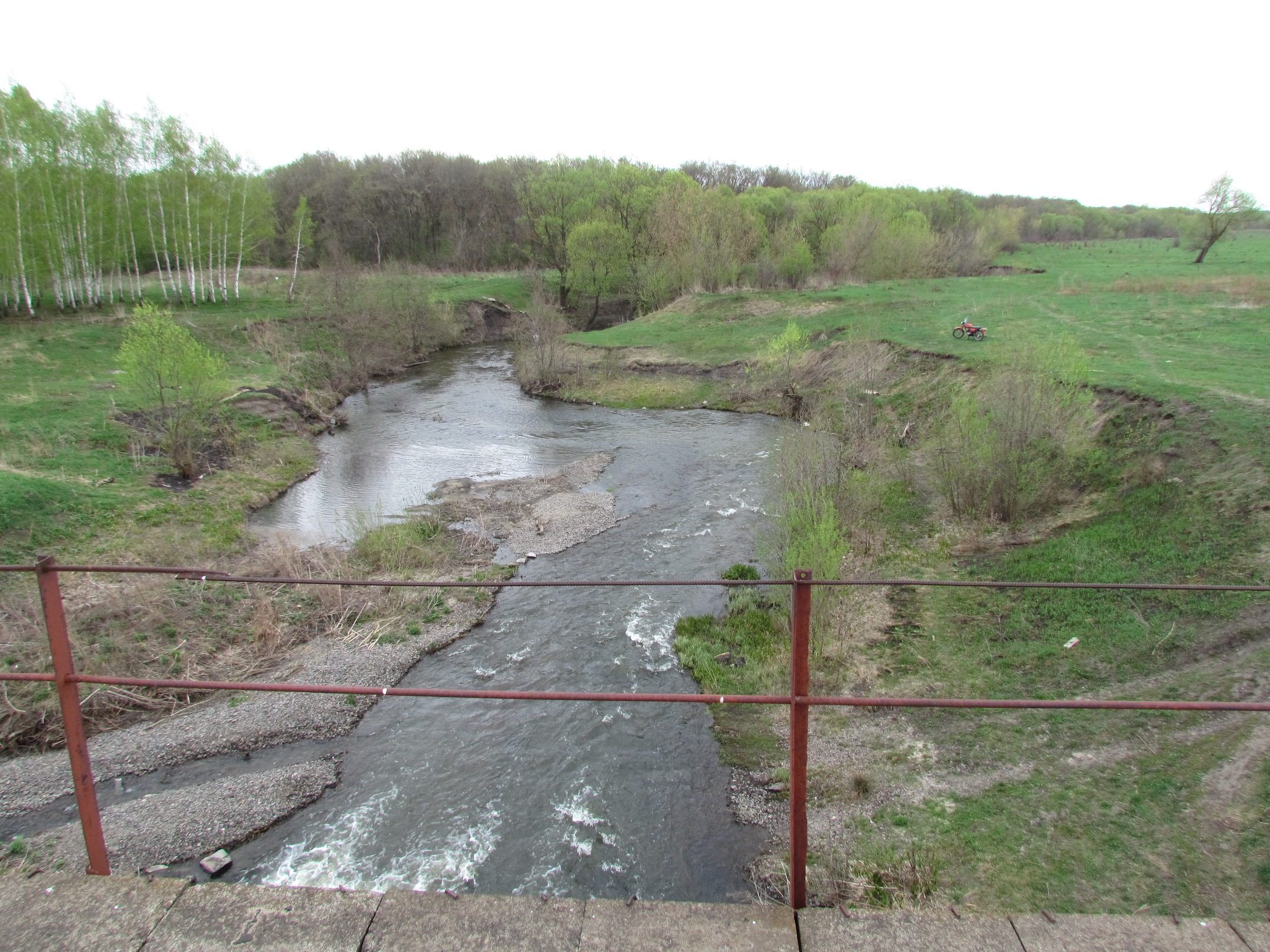
Река Миткирей с железнодорожного моста Бековской ветки. 2015